# Biserica de lemn din Vișinelu

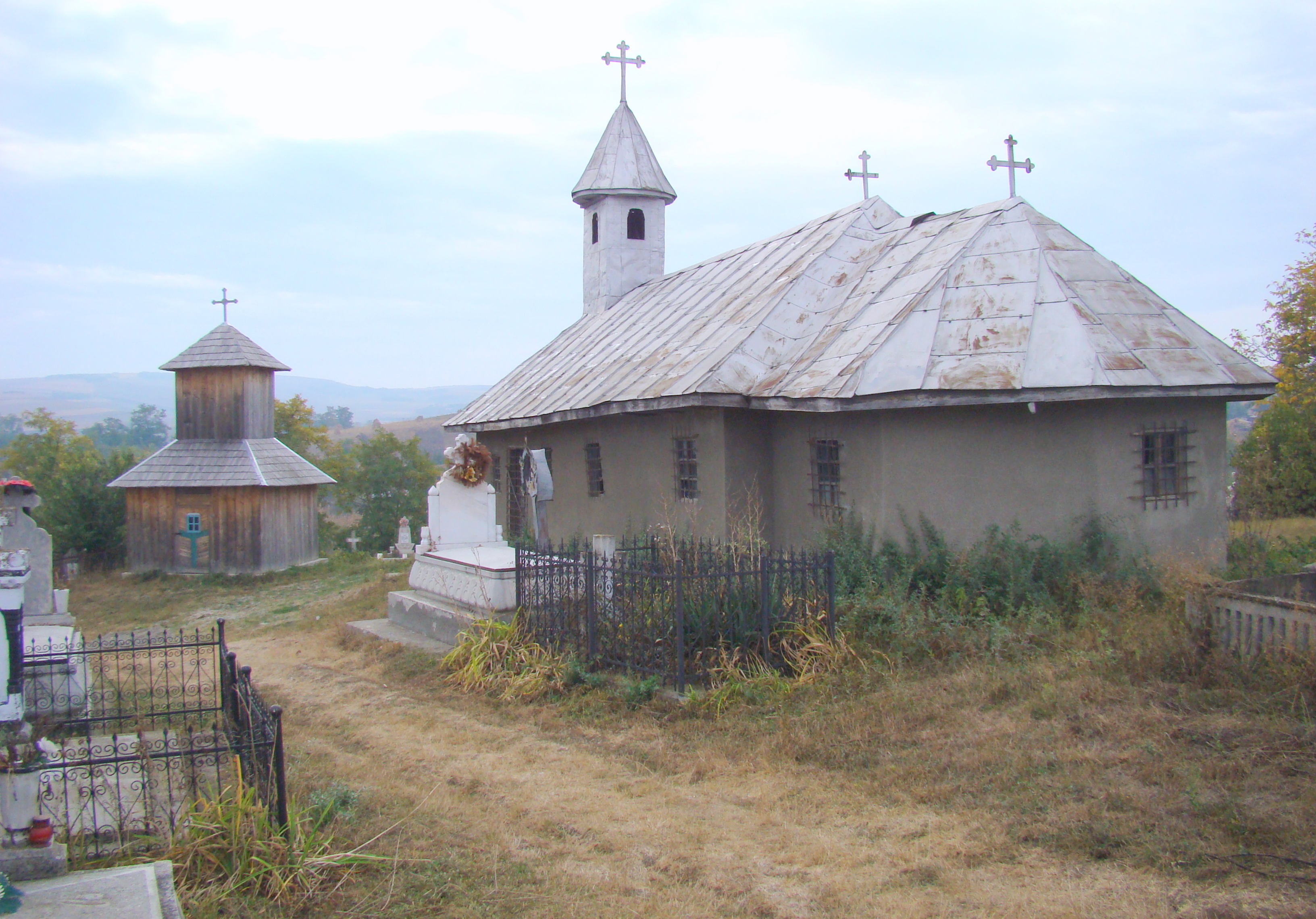
Biserica de lemn „Adormirea Maicii Domnului” din Vișinelu, județul Mureș (foto: octombrie 2009)

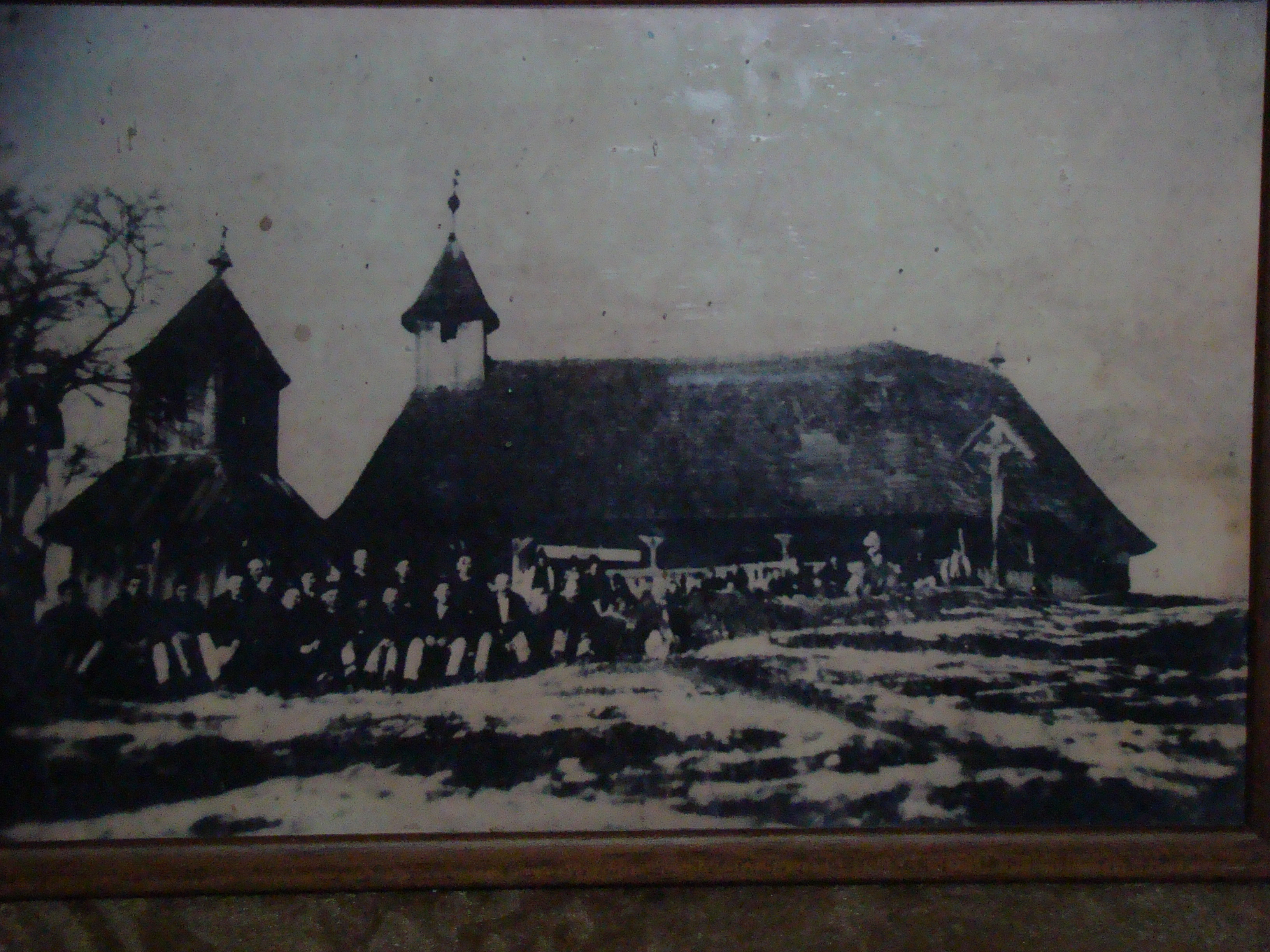
Biserica din Vișinelu (Cistelec) în perioada interbelică (poză din arhiva parohiei, preot-paroh Iuliu Morariu)

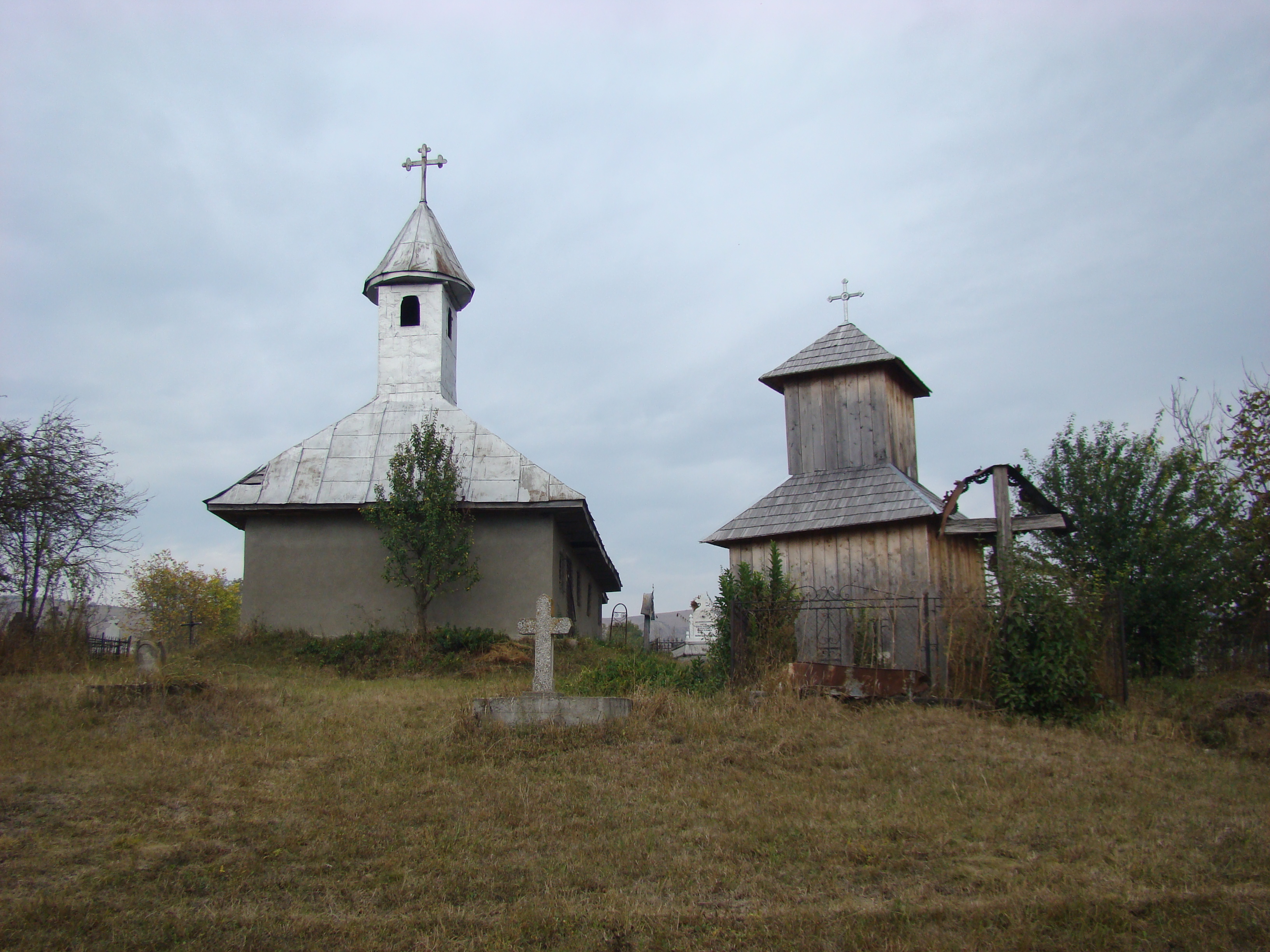
Vechea biserică a satului și clopotnița

Biserica de lemn din Vișinelu, județul Mureș are hramul „Adormirea Maicii Domnului” și datează din secolul XVIII. Biserica nu se află pe noua listă a monumentelor istorice.

## Istoric și trăsături
Vișinelu este o veche parohie greco-catolică aparținând protopopiatului de Sărmașu, având în anii în perioada interbelică, aproximativ 900 de crediincioși, conform Șematismului Arhiepiscopiei de Alba Iulia și Făgăraș din 1937. Până în anul 1924 satul Vișinelu a purtat numele de Cistelec((în maghiară Csehtelke, în germană Böhmhausen). Urme scrise privind existența satului nu se păstrează decât cele referitoare la parohie care în anul 1733, în conscripția episcopului român unit al Făgărașului, Ioan Inocențiu Micu Klein, comunitatea număra 170 de suflete, și avea biserică de lemn, cu casă parohială. În conscripția lui episcopului Inocențiu Micu Klein, satul avea doi preoți: pe popa Todor și popa Onu. Biserica exista la 1733, iar în anul 1839 lăcașul de cult a fost strămutat mai la deal și reconstruit, unde se găsește și azi, pe actualul amplasament. Atunci a primit și hramul „Adormirea Maicii Domnului”. Renovarea din anul 1839 este atestată de documentele existente în arhiva parohiei, care aparținea atunci de Protopopiatul greco-catolic din Cătina. În anul 1842 parohia număra 502 suflete și avea  o școală confesională avea ca elevi un număr de 18 băieți și 22 de fete înscriși în matricola scolastică. Din tradiția orală reiese că înaintea actualei biserici a satul a avut o altă biserică de lemn, din care nu s-a păstrat nici un obiect care să ateste existența ei. De-a lungul timpului, actualul lăcaș de cult nu a suferit mari avarii pricinuite de revoluții, răscoale țărănești sau alte calamități. 
Din 1948, odată cu interzicerea Bisericii Române Unite cu Roma de către autoritățile comuniste, biserica satului a fost dată de către regim Bisericii Ortodoxe Române. Ultima renovare a avut loc în anul 1966 când s-a înlocuit acoperișul de șindrilă cu altul de tablă zincată. Tot cu această ocazie s-au făcut și unele modificări interioare, căptușindu-se cu plăci fibrolemnoase bolta și altarul. Iconostasul este din scândură de brad, nesculptat, iar mobilierul constă din bănci de brad și două tetrapoade. Stilul arhitectonic este unul tipic vechilor biserici de lemn din Podișul Transilvaniei, în formă de navă, cu pronaos, naos, altar și turn. Pereții sunt din lemn de brad, ridicați pe o fundație modestă, tencuiți, fără pictură interioară sau exterioară. În ceea ce privește meșterii zugravi sau lemnari nu există nici o sursă care să ateste numele lor. Bunurile luate în evidența Patrimoniului Cultural Național care provin de la biserica din Vișinelu sunt: un clopot vechi, un Antologhion cu litere chirilice din anul 1766, trei icoane pe lemn ( Isus Hristos, Învierea Domnului, Maria cu Pruncul) și două pe sticlă aflate acum la muzeul bisericesc al Mănăstirii Recea de lângă Târgu-Mureș.. Preoții care au slujit în parohia Vișinelu: 1810-1857, Gheorghe Vamoș; 1857-1883, Alexandru Vamoș (care a construit și clopotnița în anul 1866); 1883-1899, Ioan Petru; 1899-1901, Iosif Moga; 1901-1908, Emil Pop; 1908-1918, Ioan Crișan; 1918-1948, Gheorghe Șomlea, toți fiind preoți greco-catolici. Din anul 1948, parohia greco-catolică fiind scoasă în afara legii, satul nu a mai avut preot, serviciile  religioase fiind administrate de-acum de către de noii preoți ortodocși din parohiile învecinate. Între 1971-2007 în biserică a slujit preotul Gheorghe Petruța, iar din 2007, Pr. Iuliu Morariu, În anul 1998 a fost sfințită biserica nouă, de zid, având hramul "Sf. Gheorghe", ale cărei lucrări începuseră încă de pe vremea parohiei greco-catolie, din anul 1947, vechea biserică de lemn trecând astfel în conservare. Astăzi, biserica veche necesită reparații importante ce depășesc posibilitățile materiale ale comunității locale, modestă și destul de redusă numeric.

## Imagini din interior

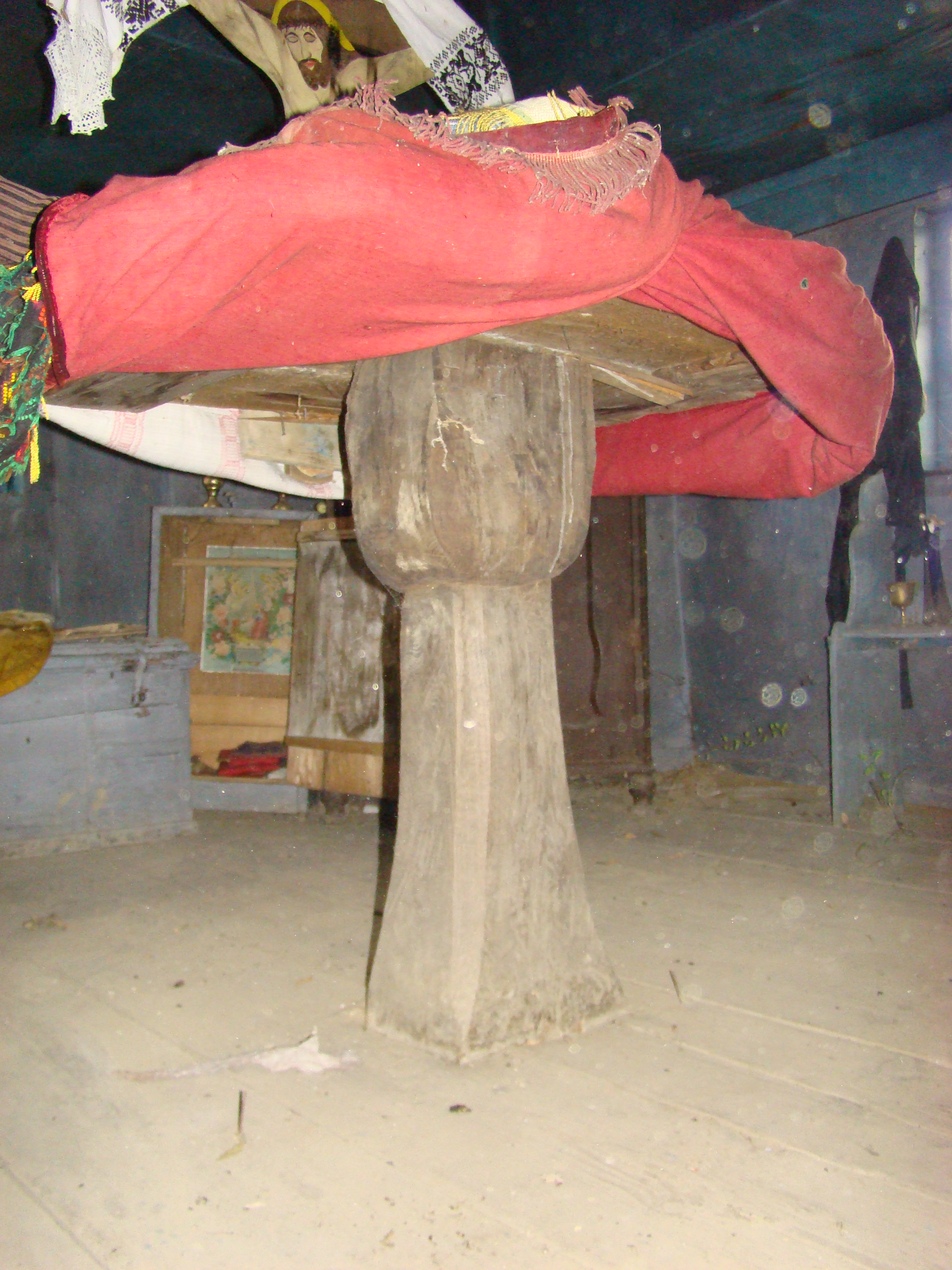
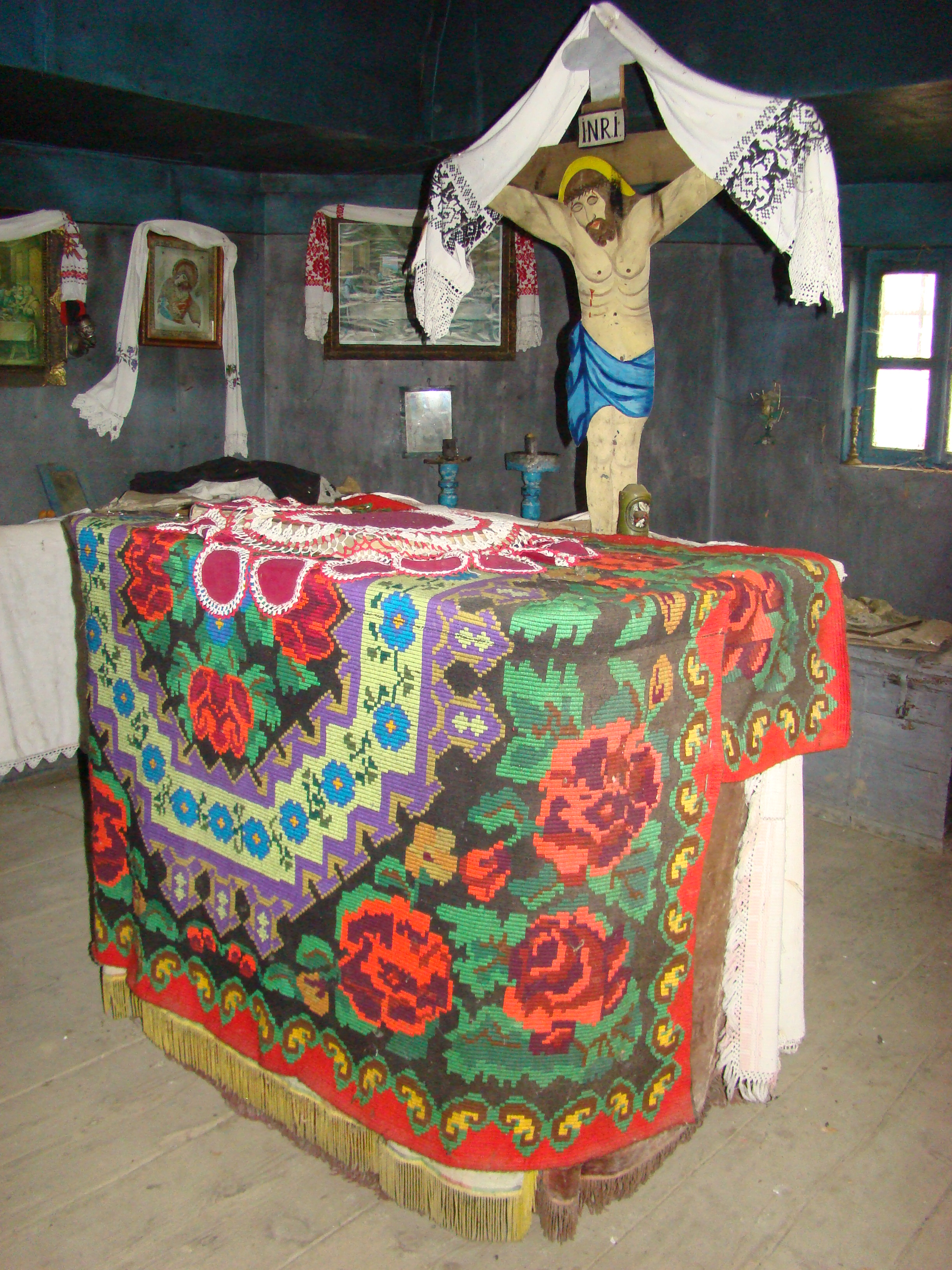
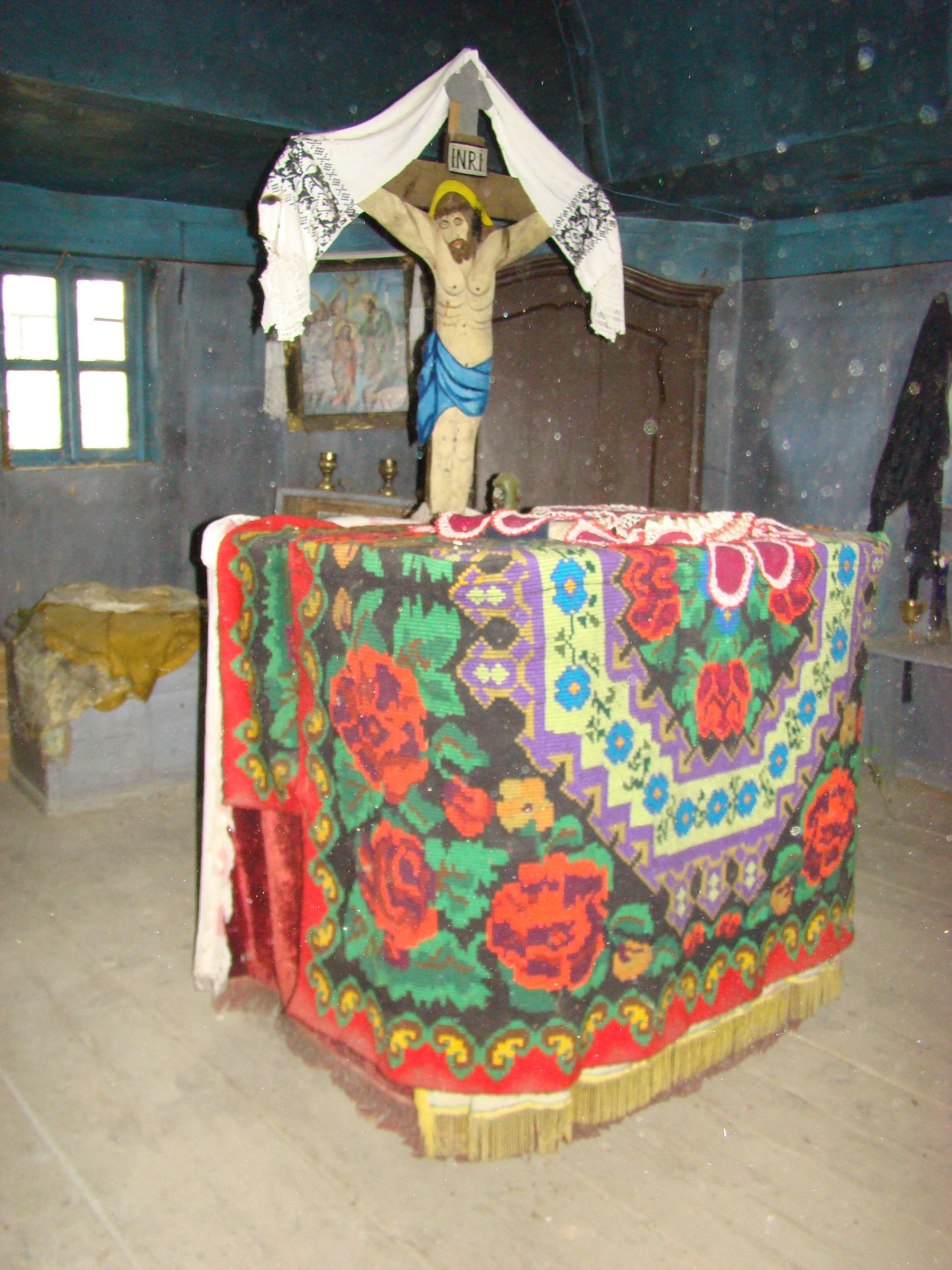
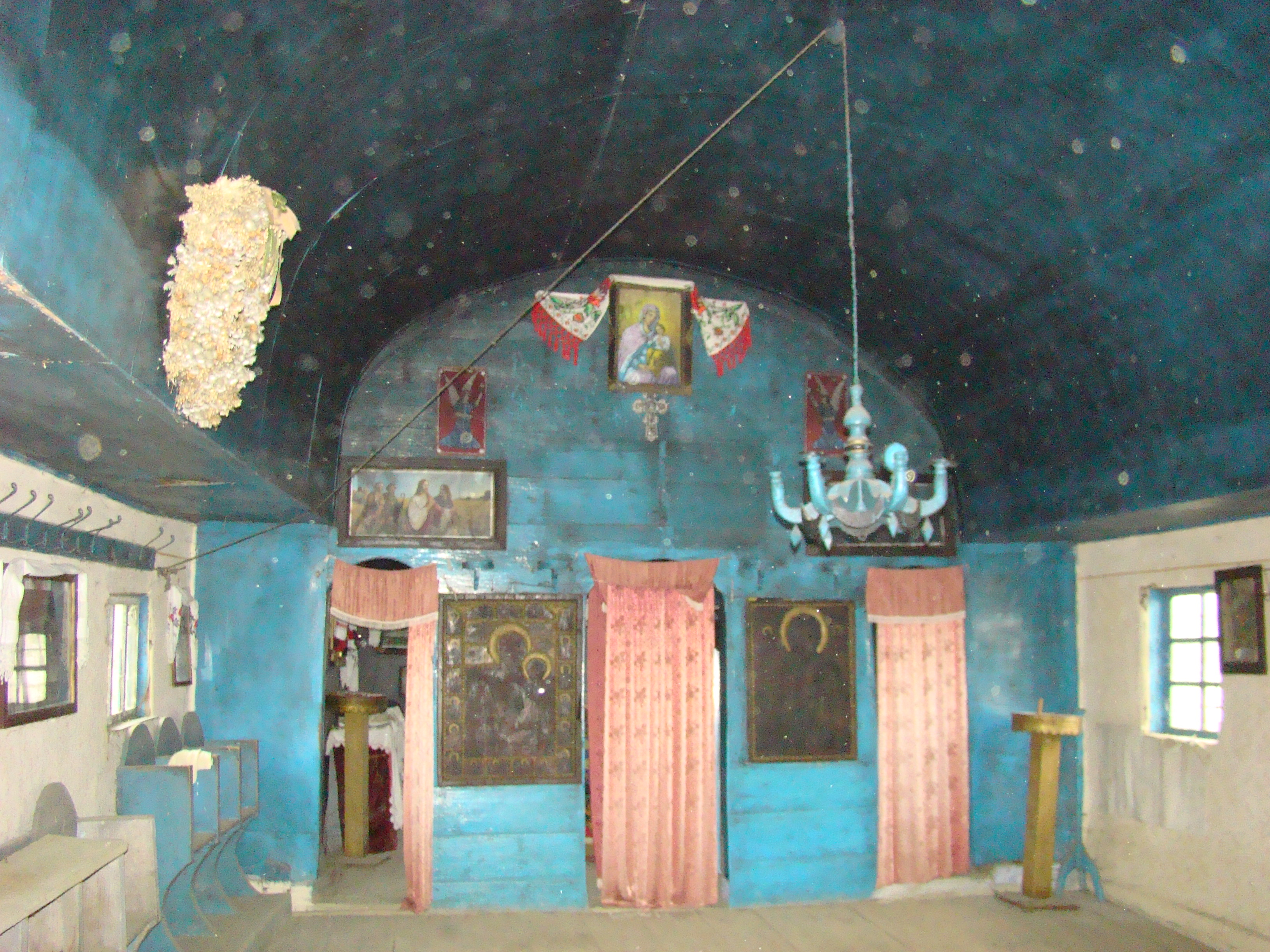
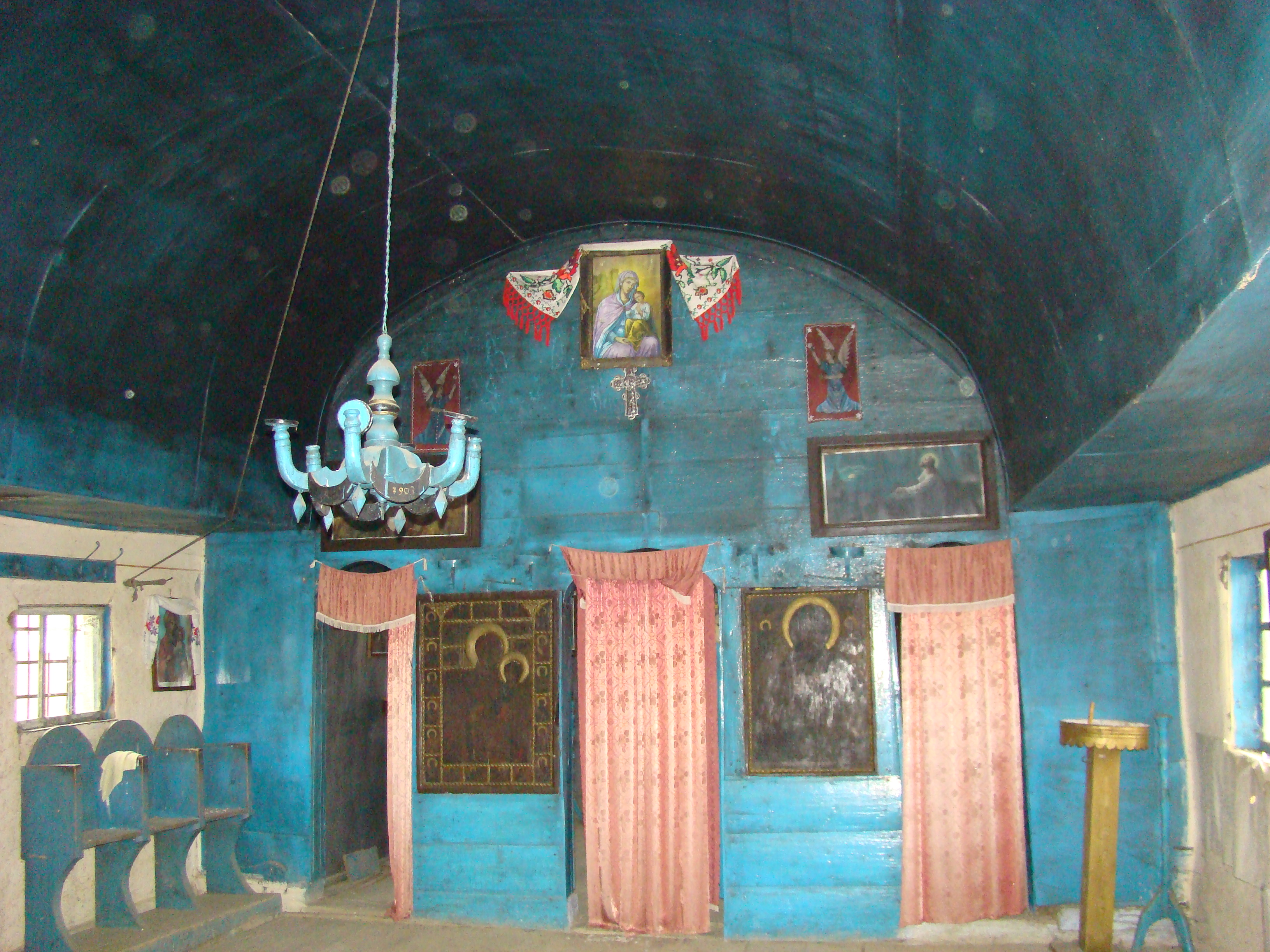
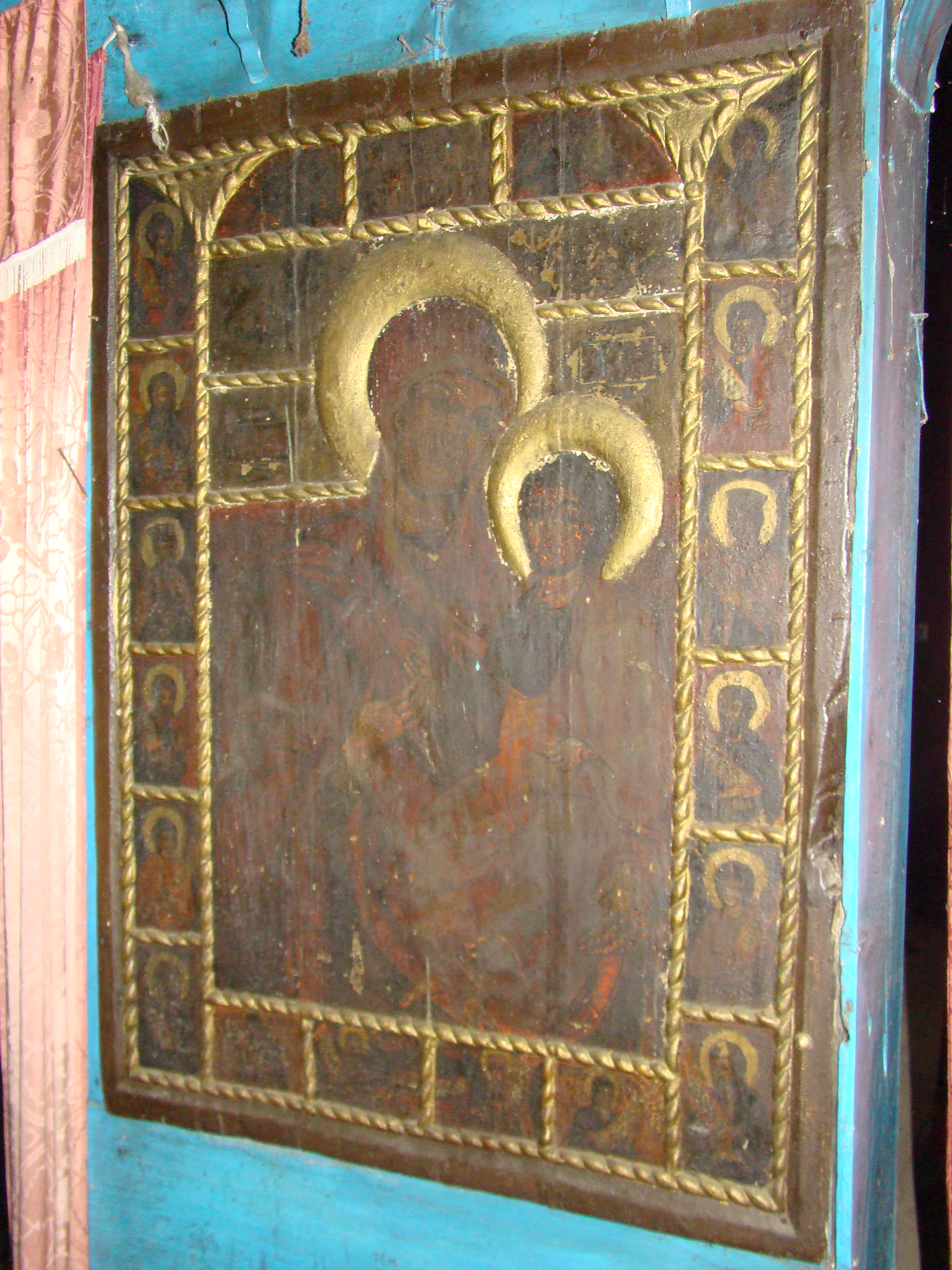
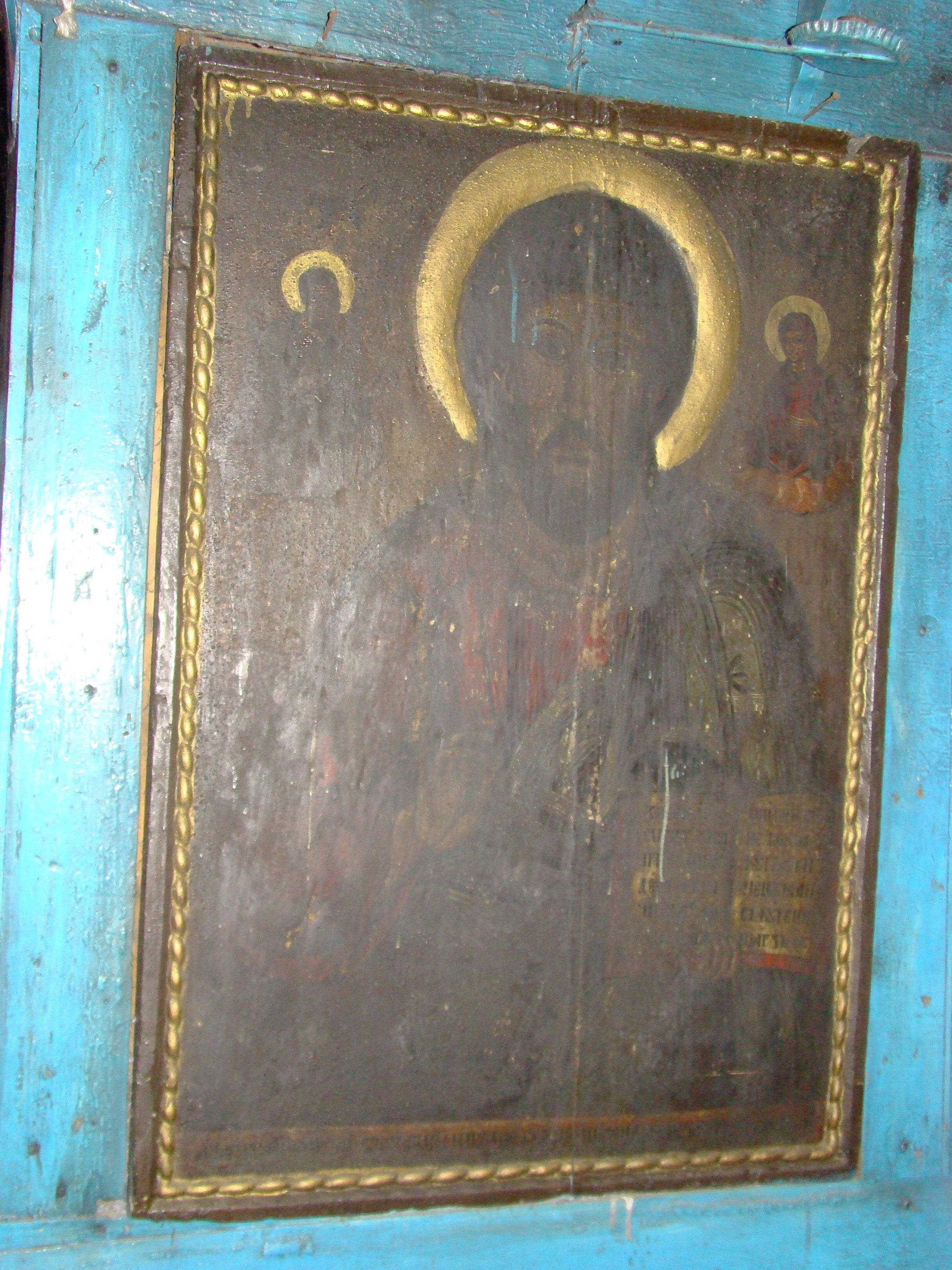
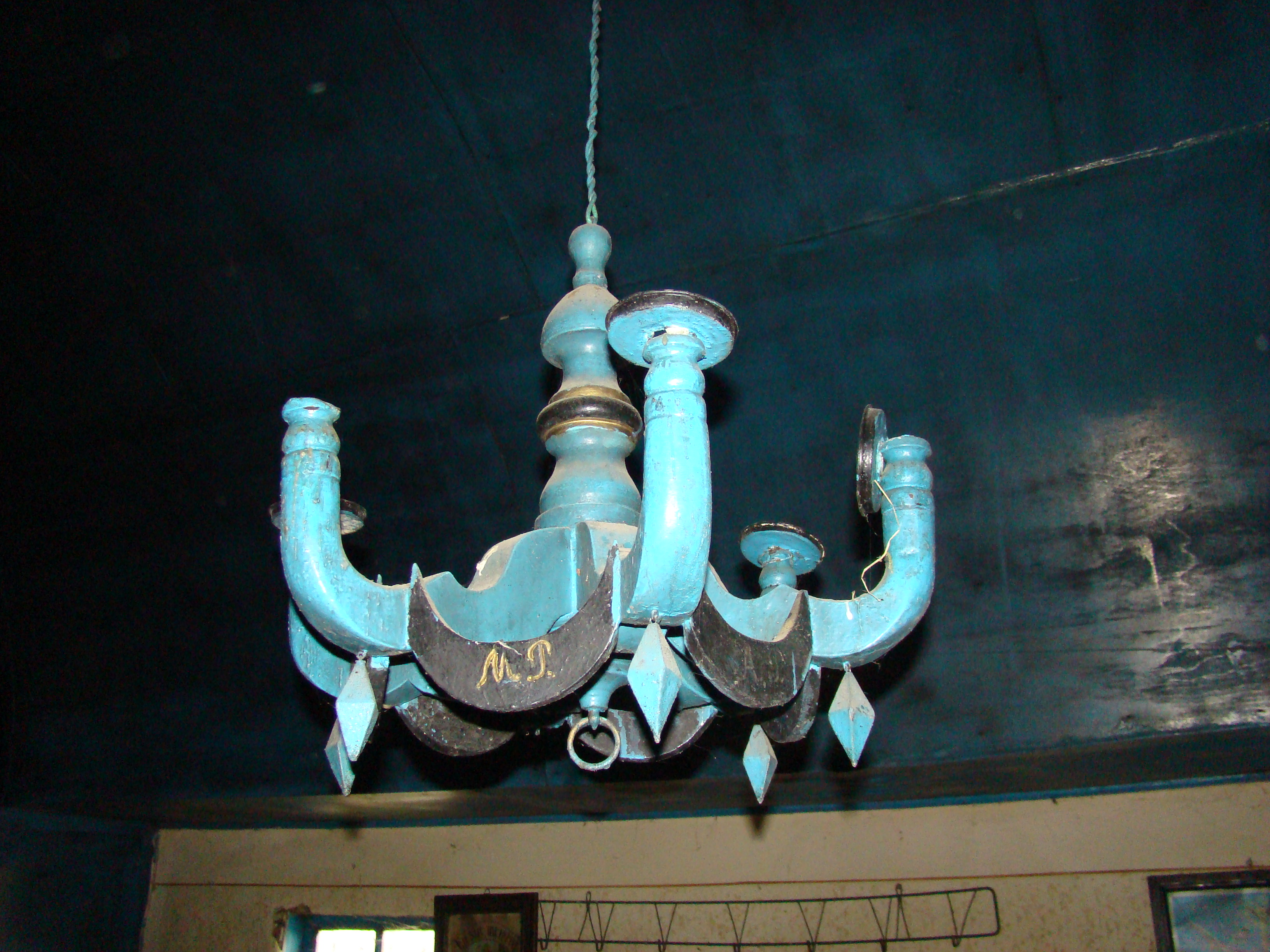
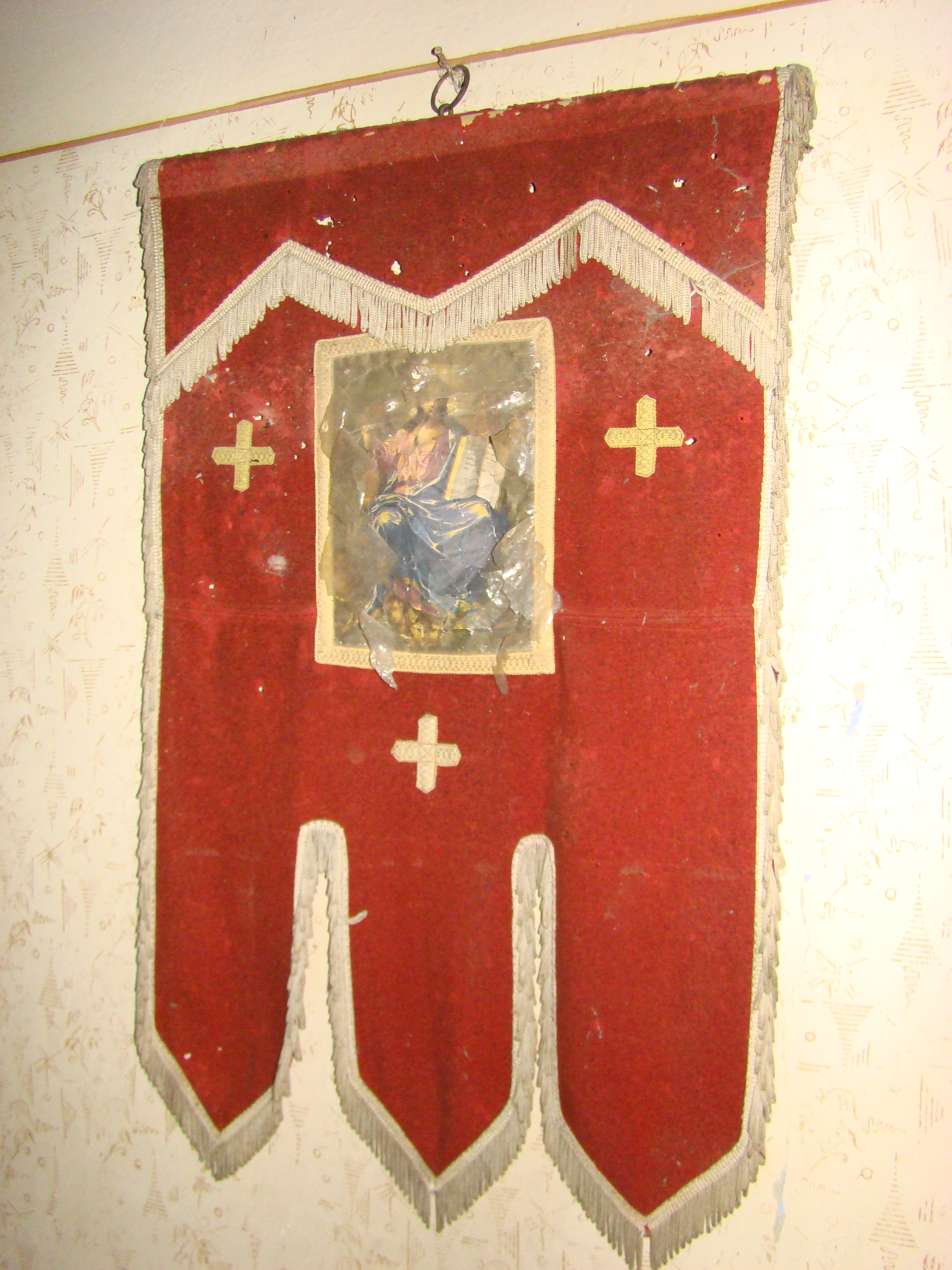
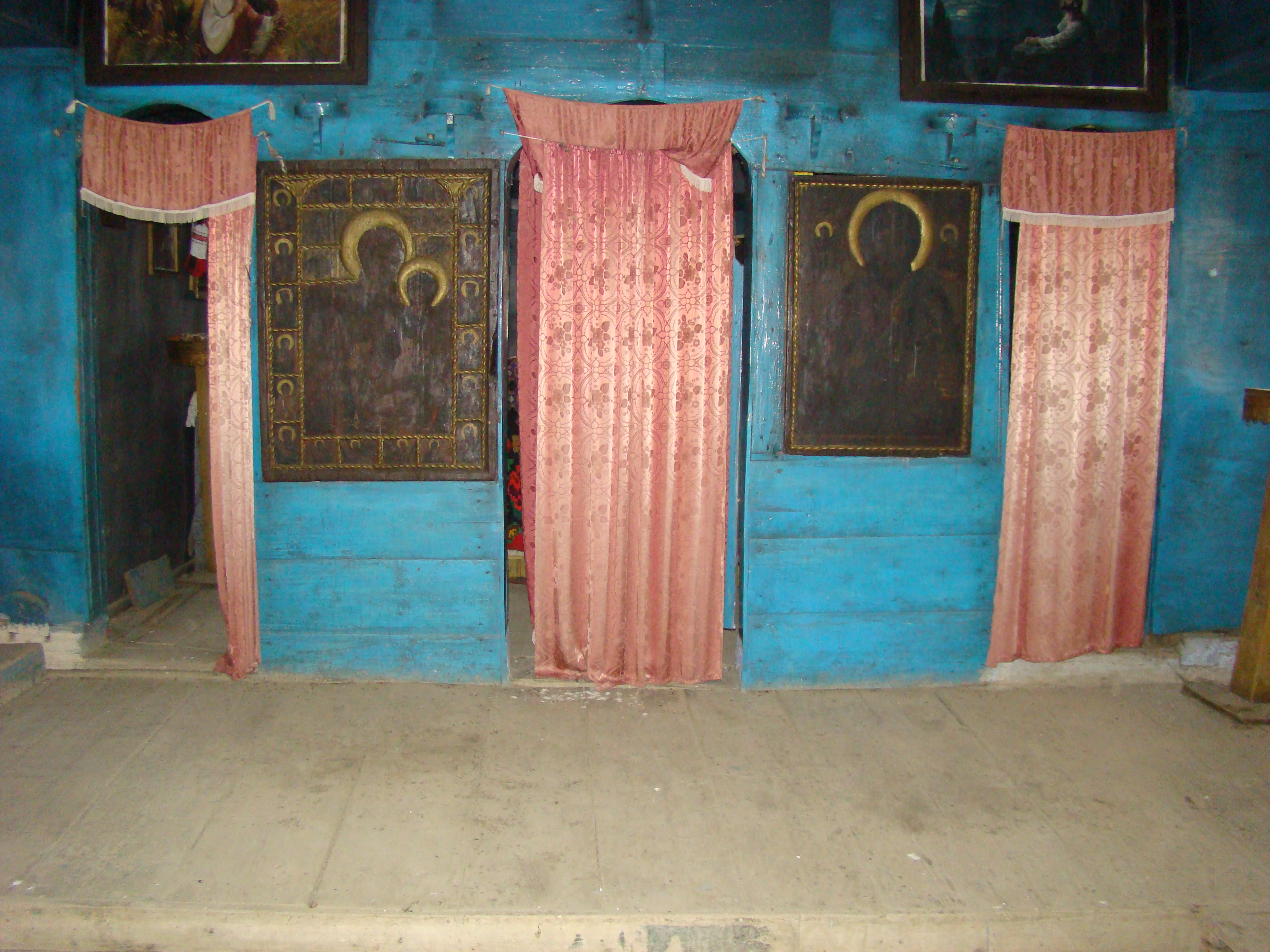
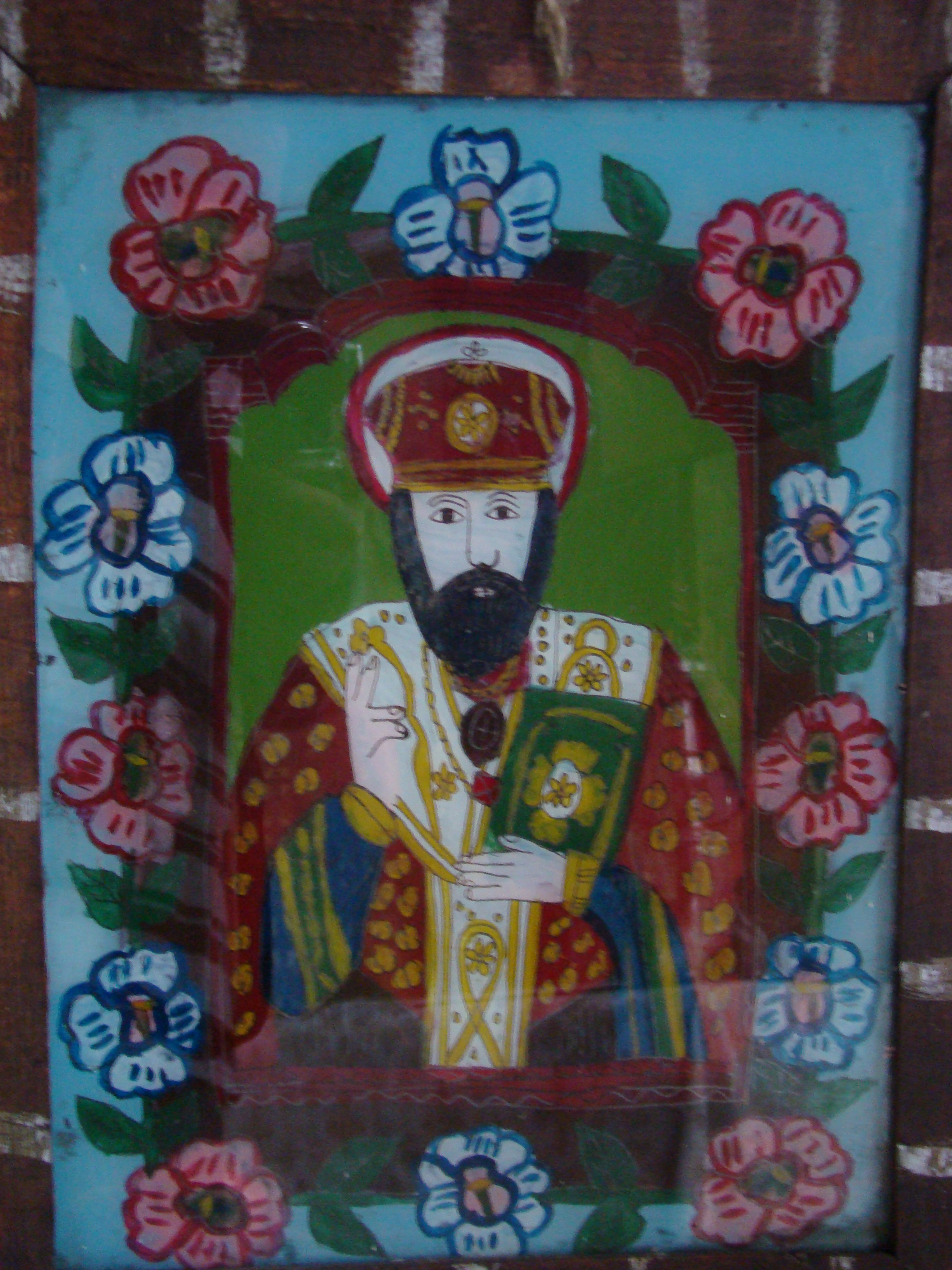
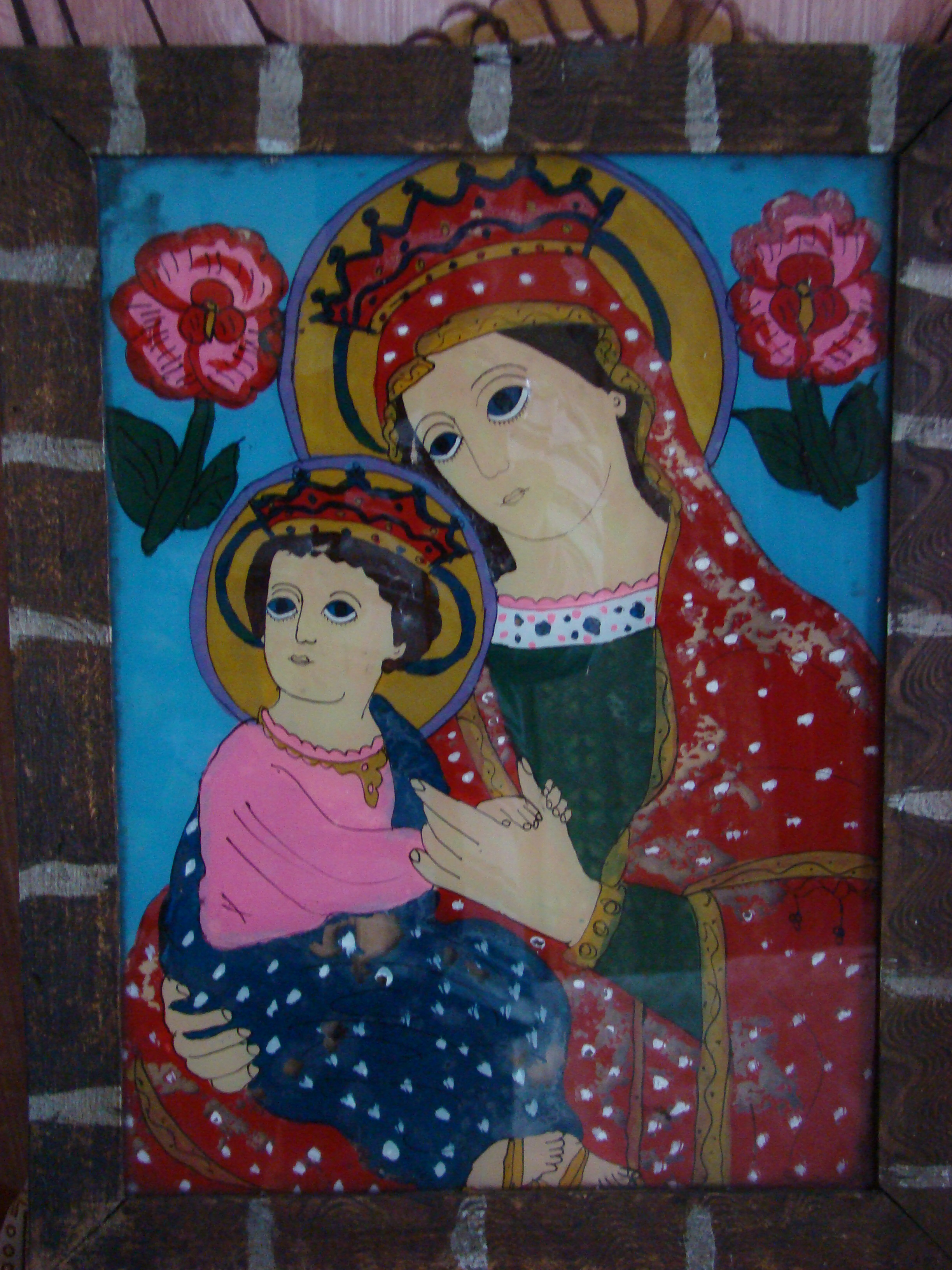
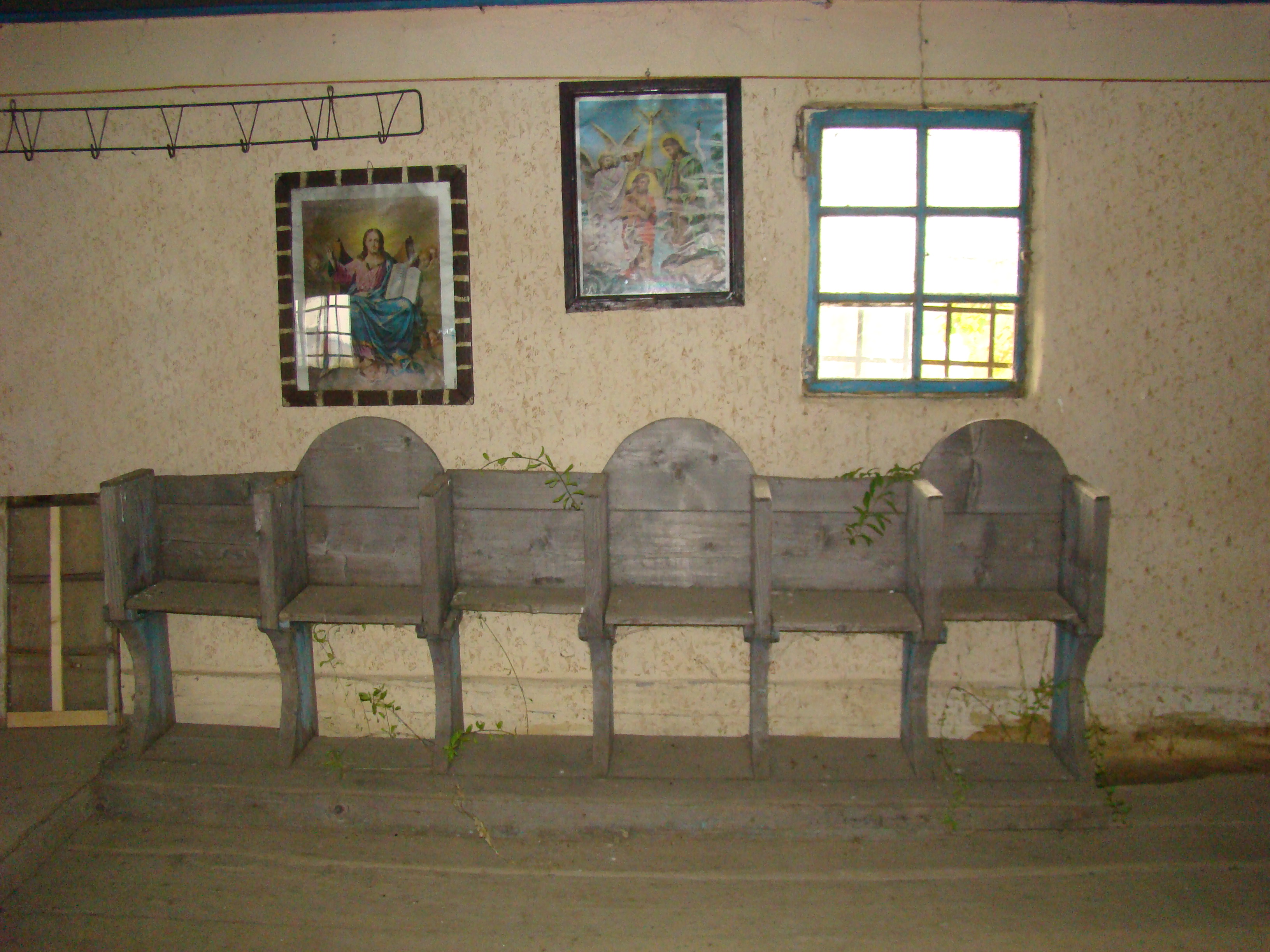
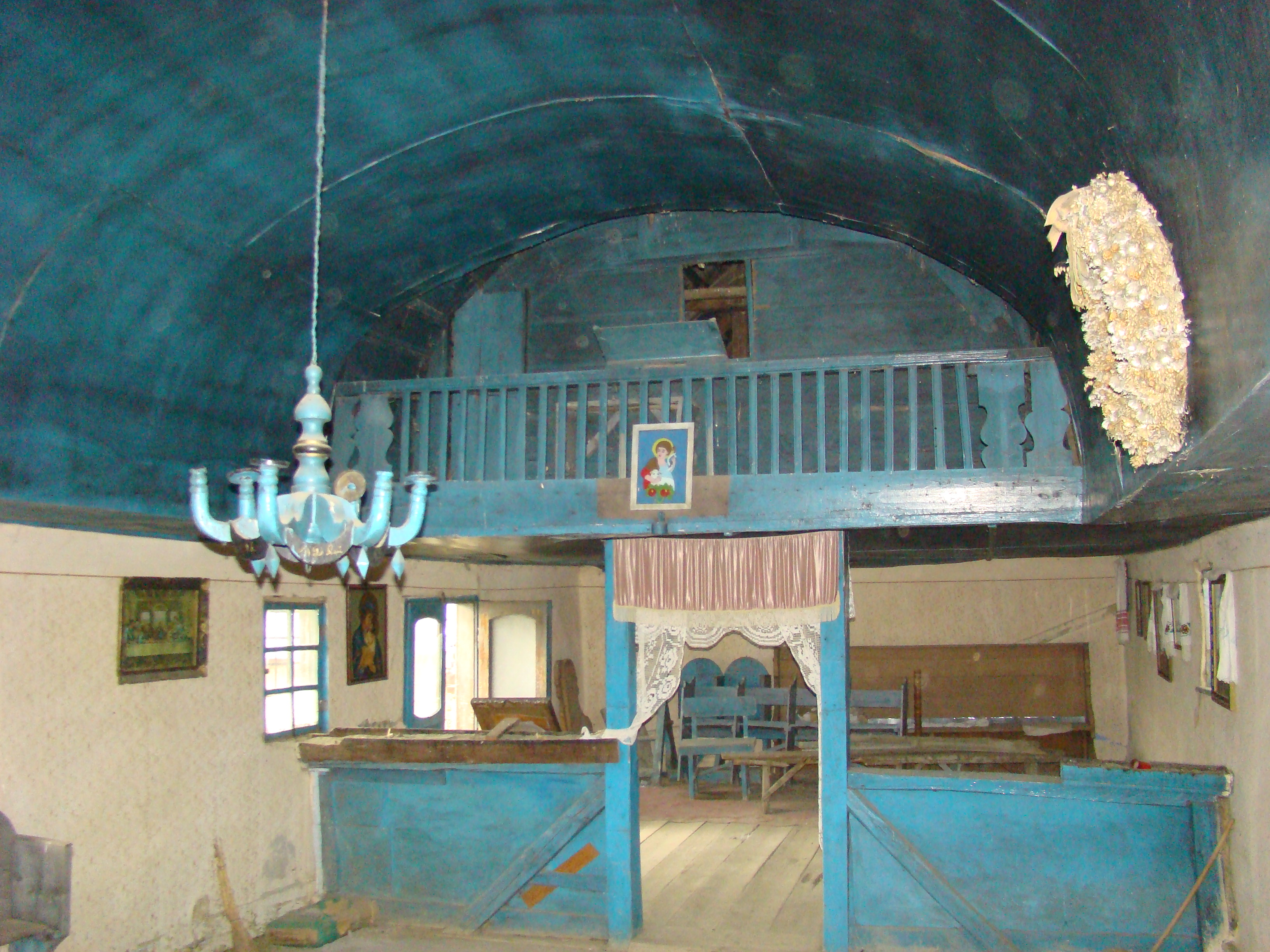
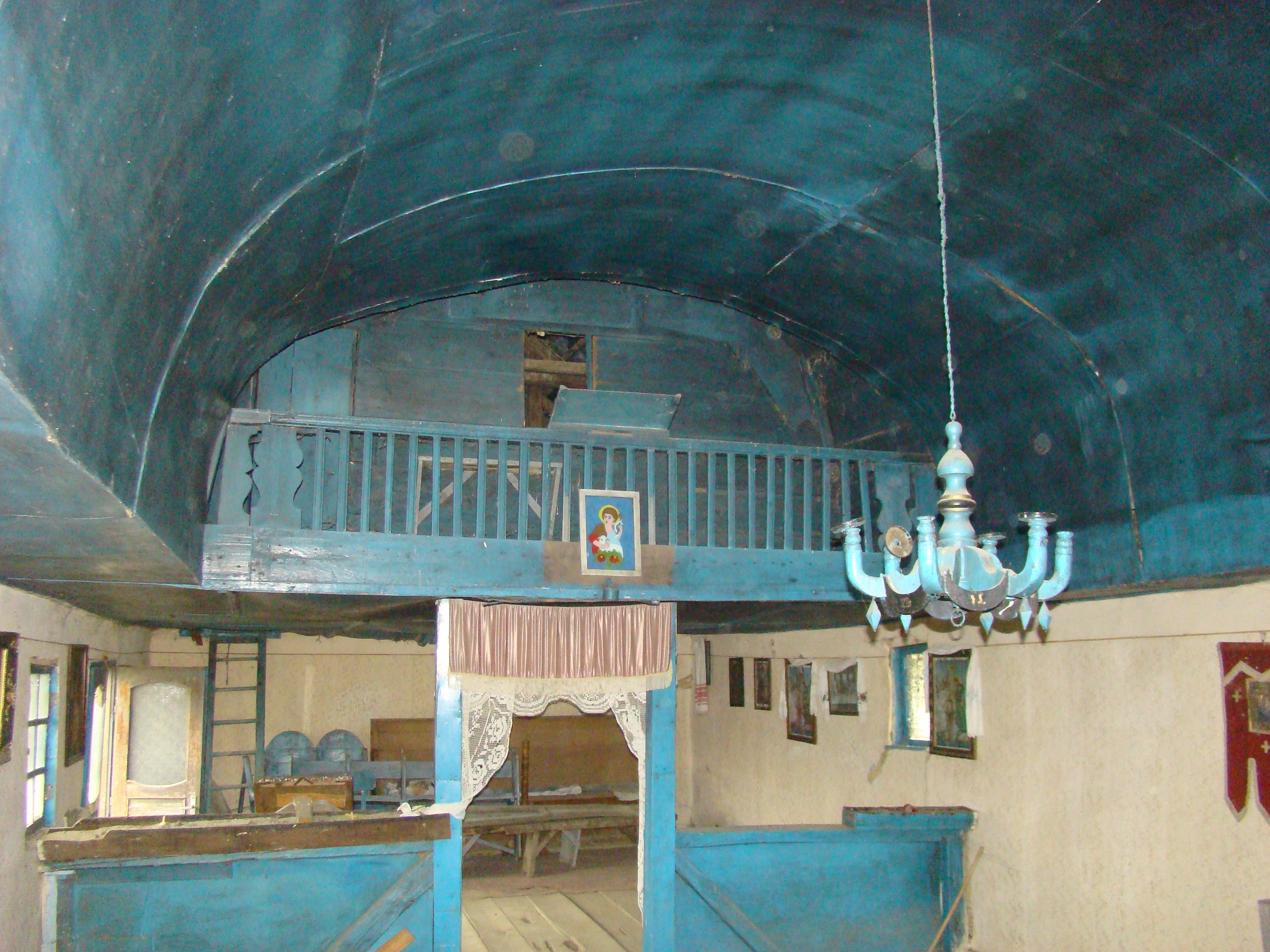
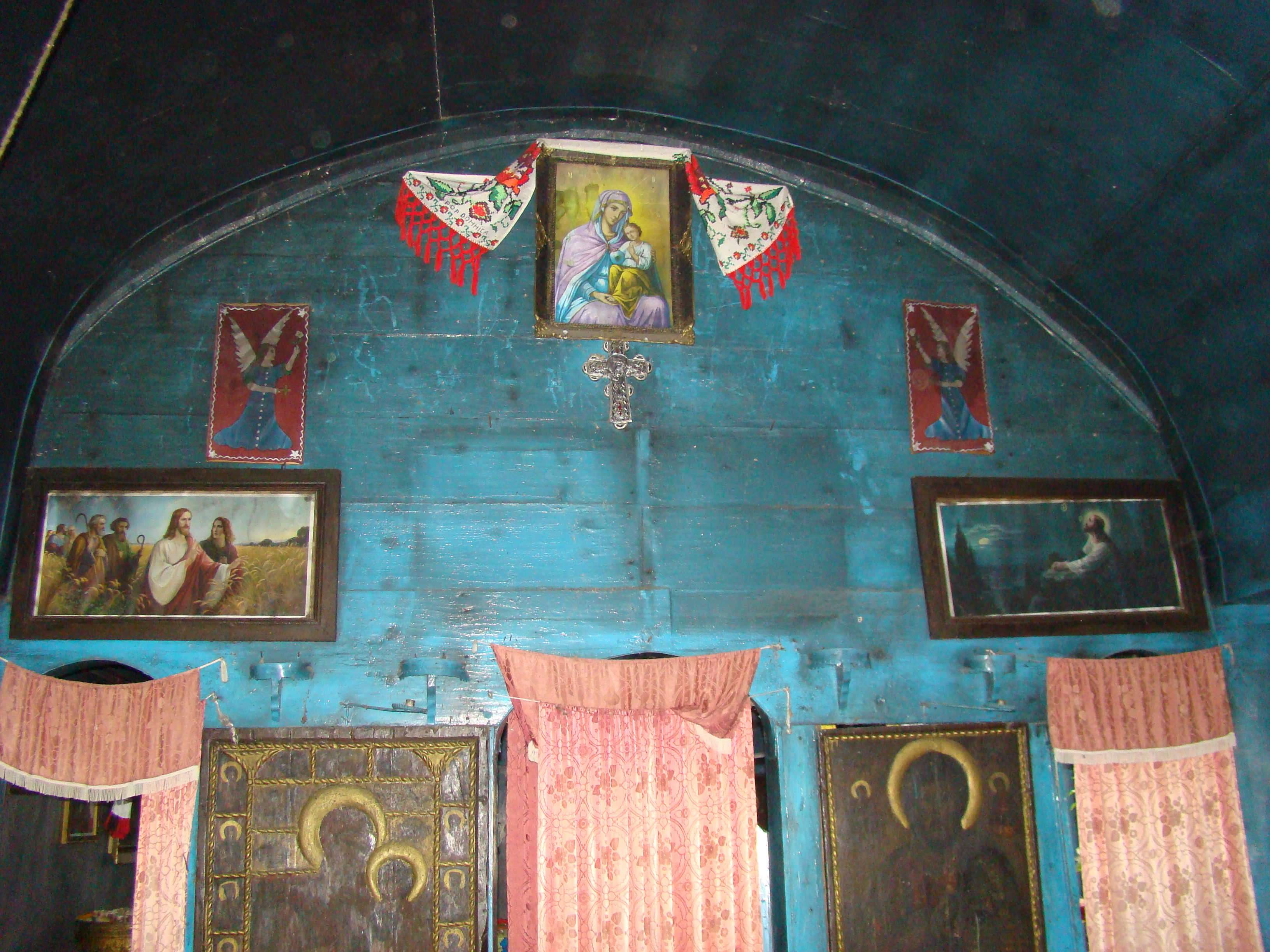

## Imagini din exterior

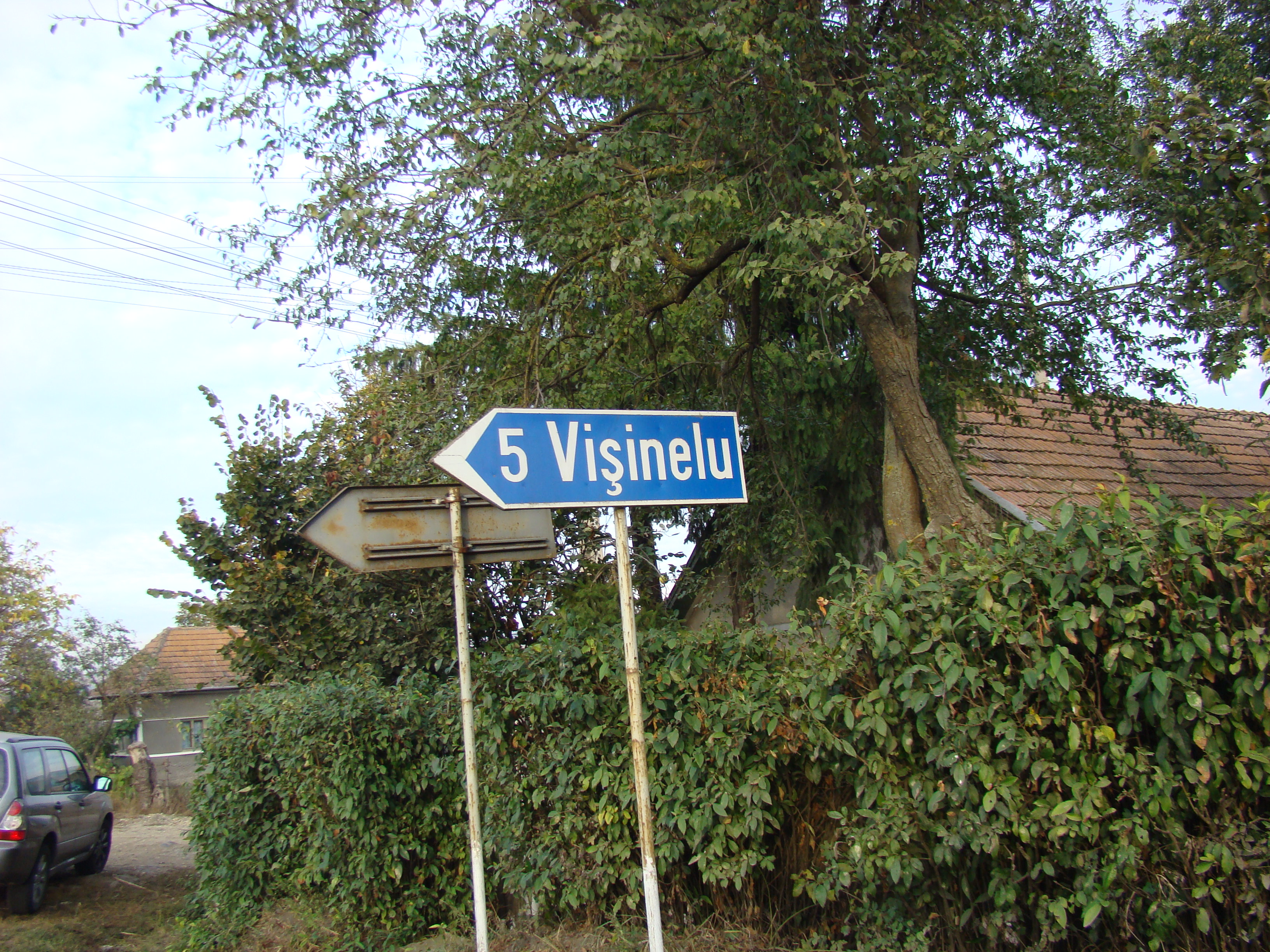
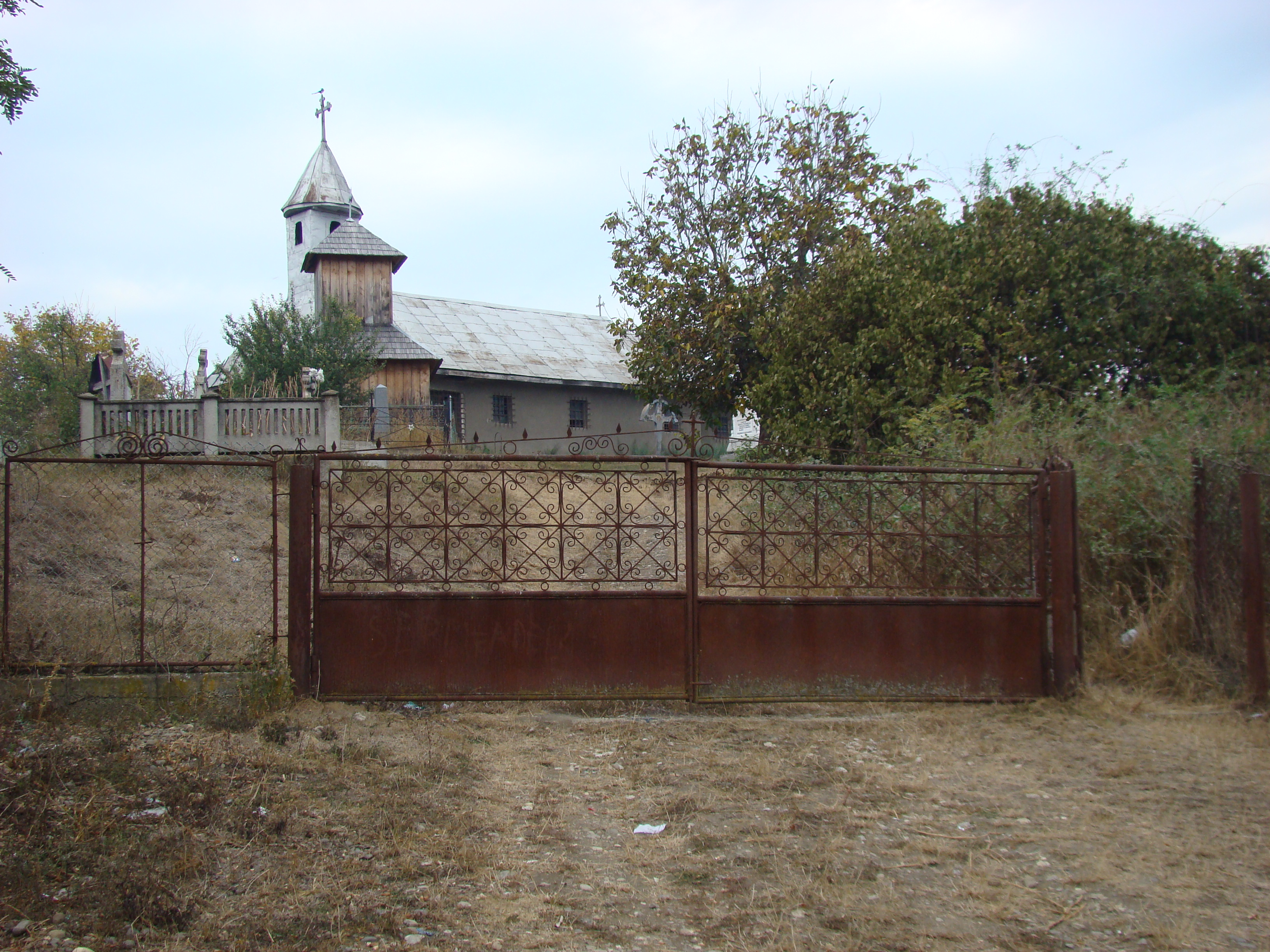
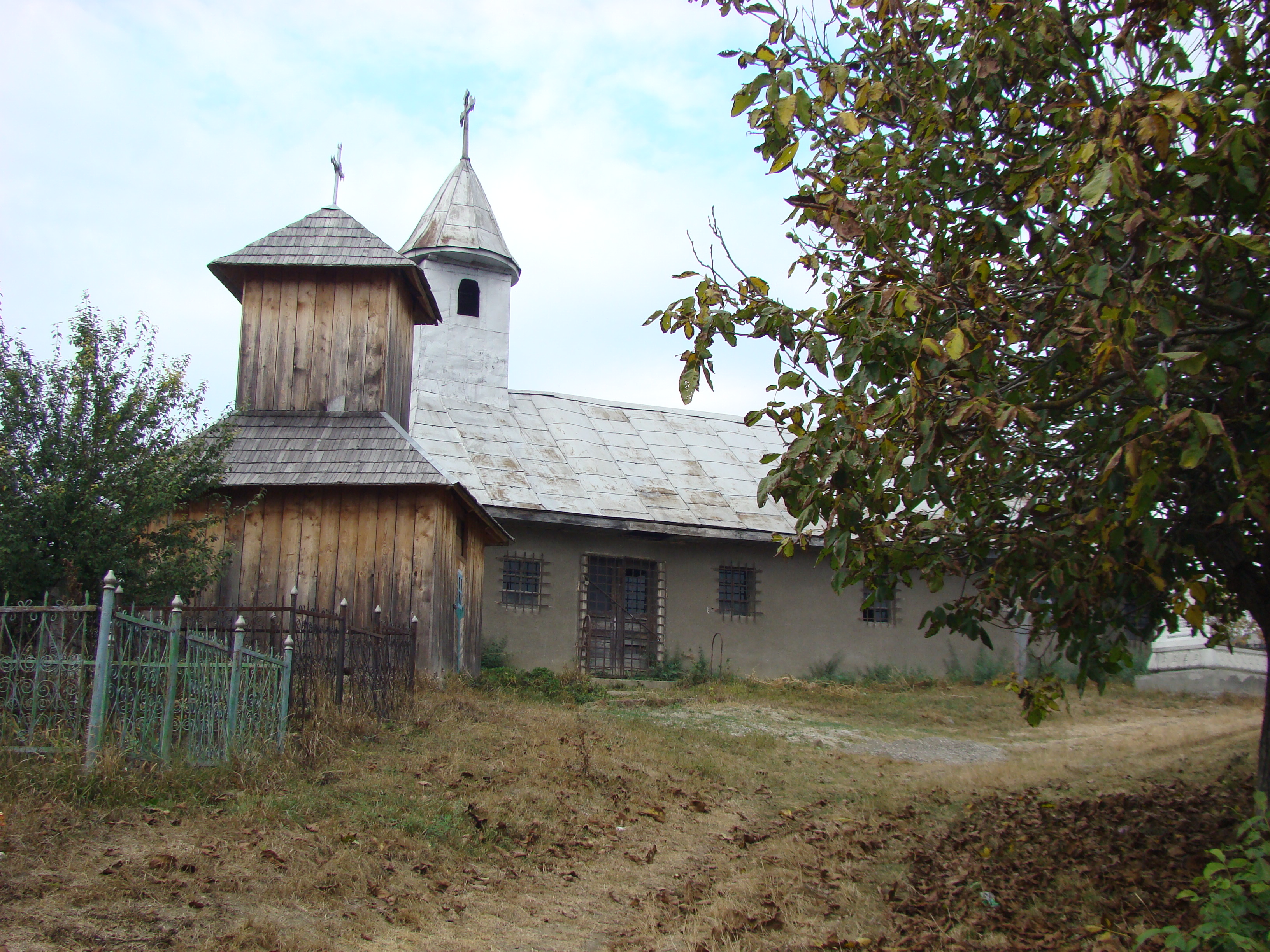
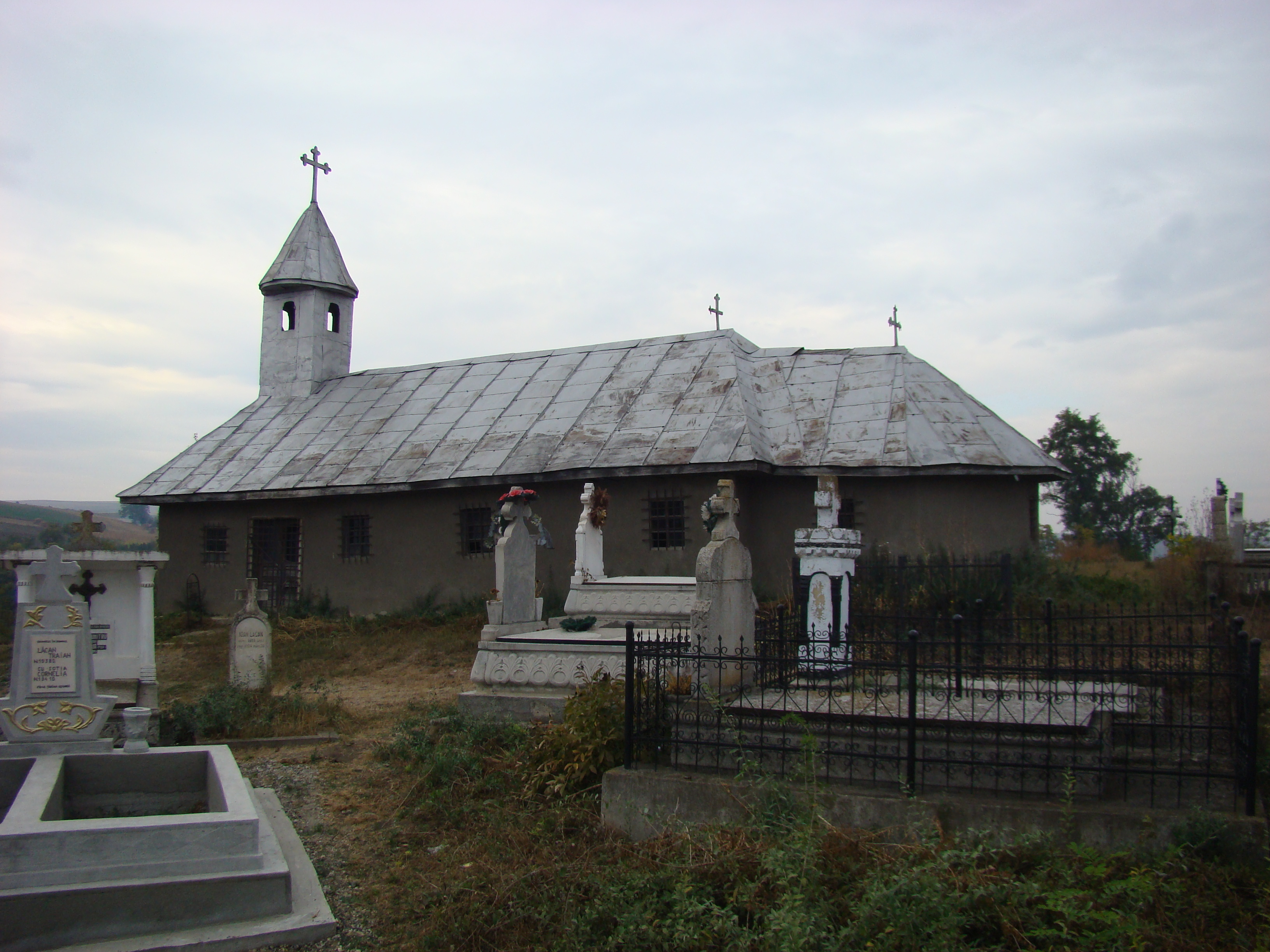
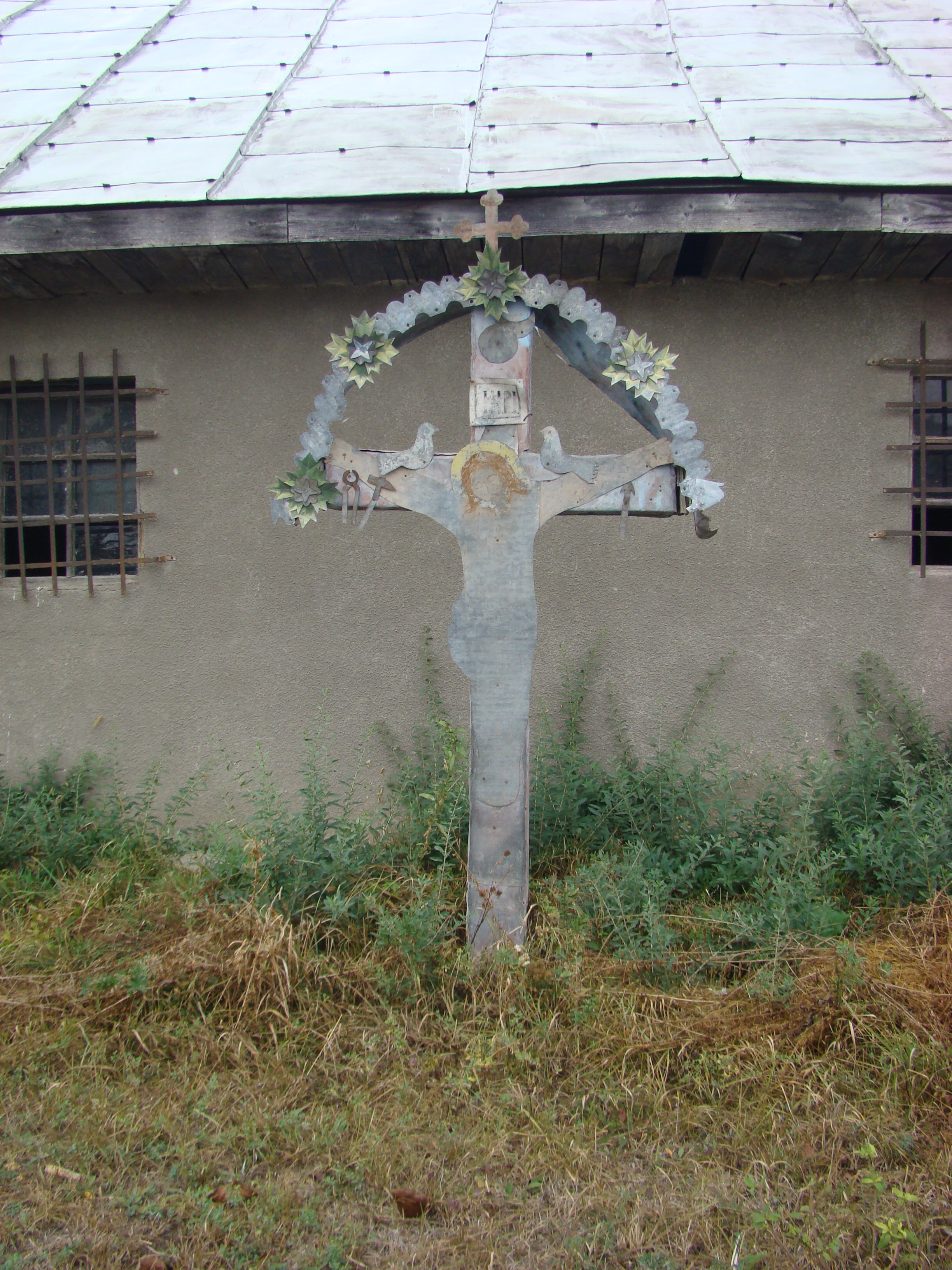
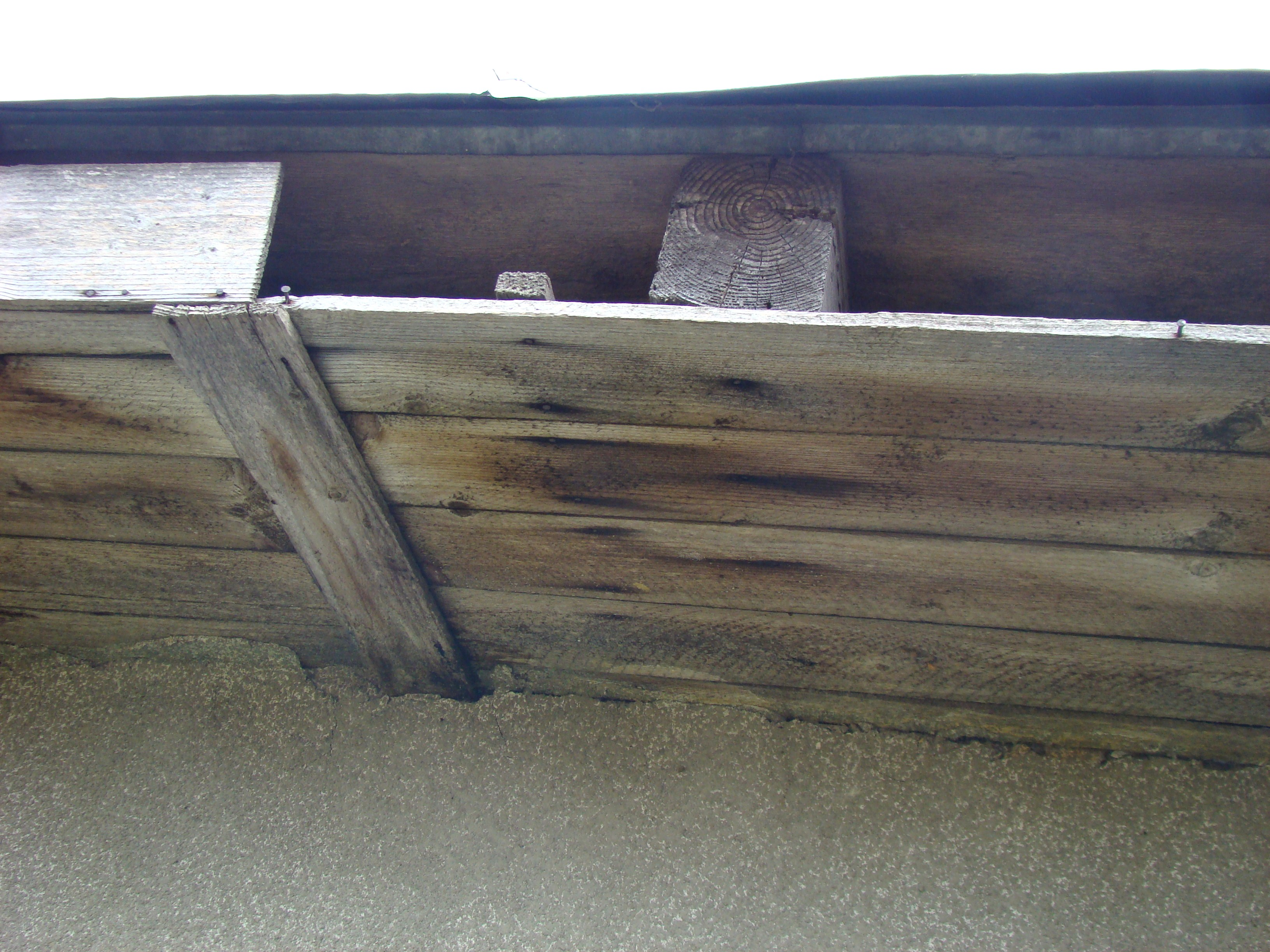
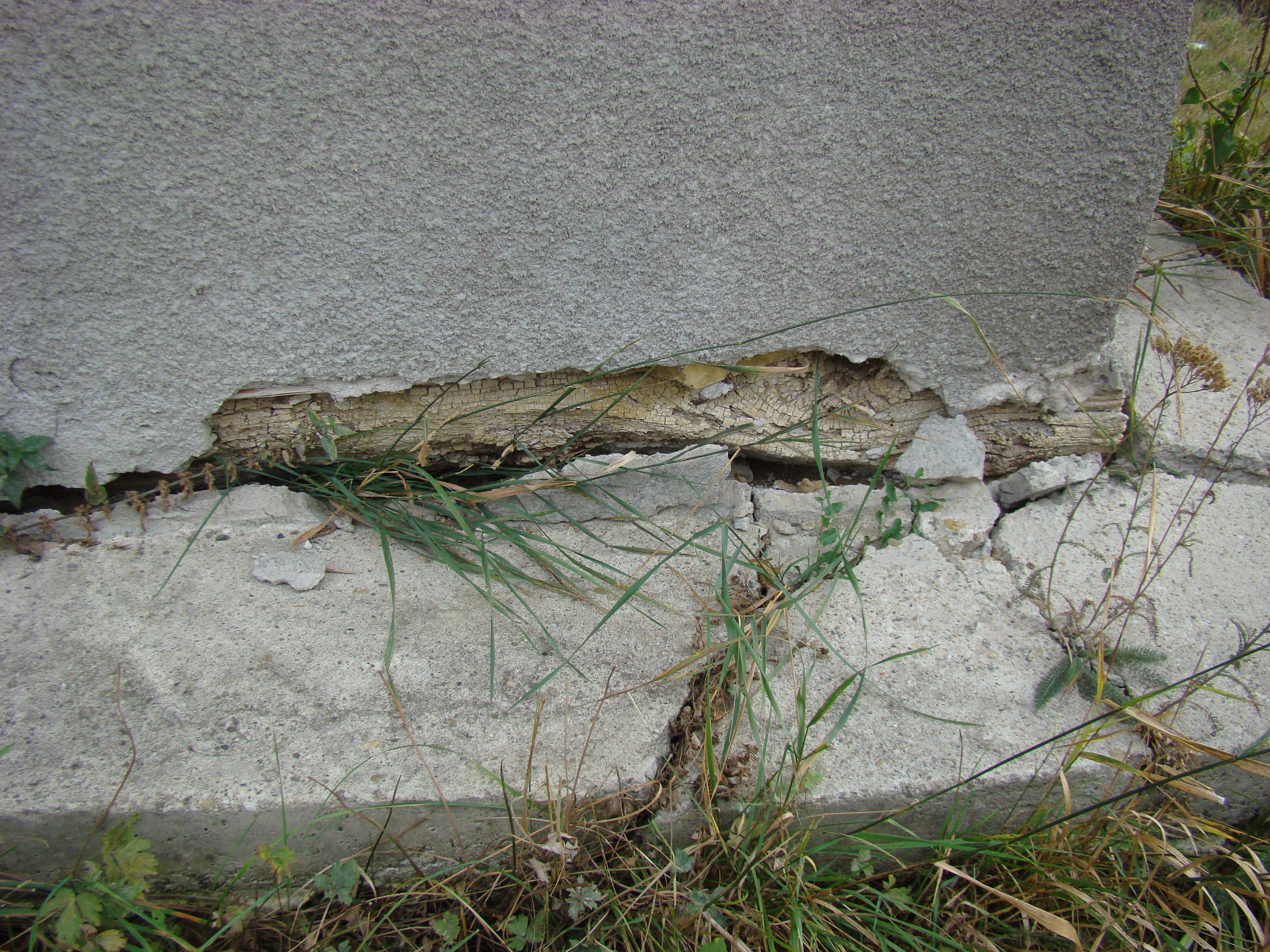
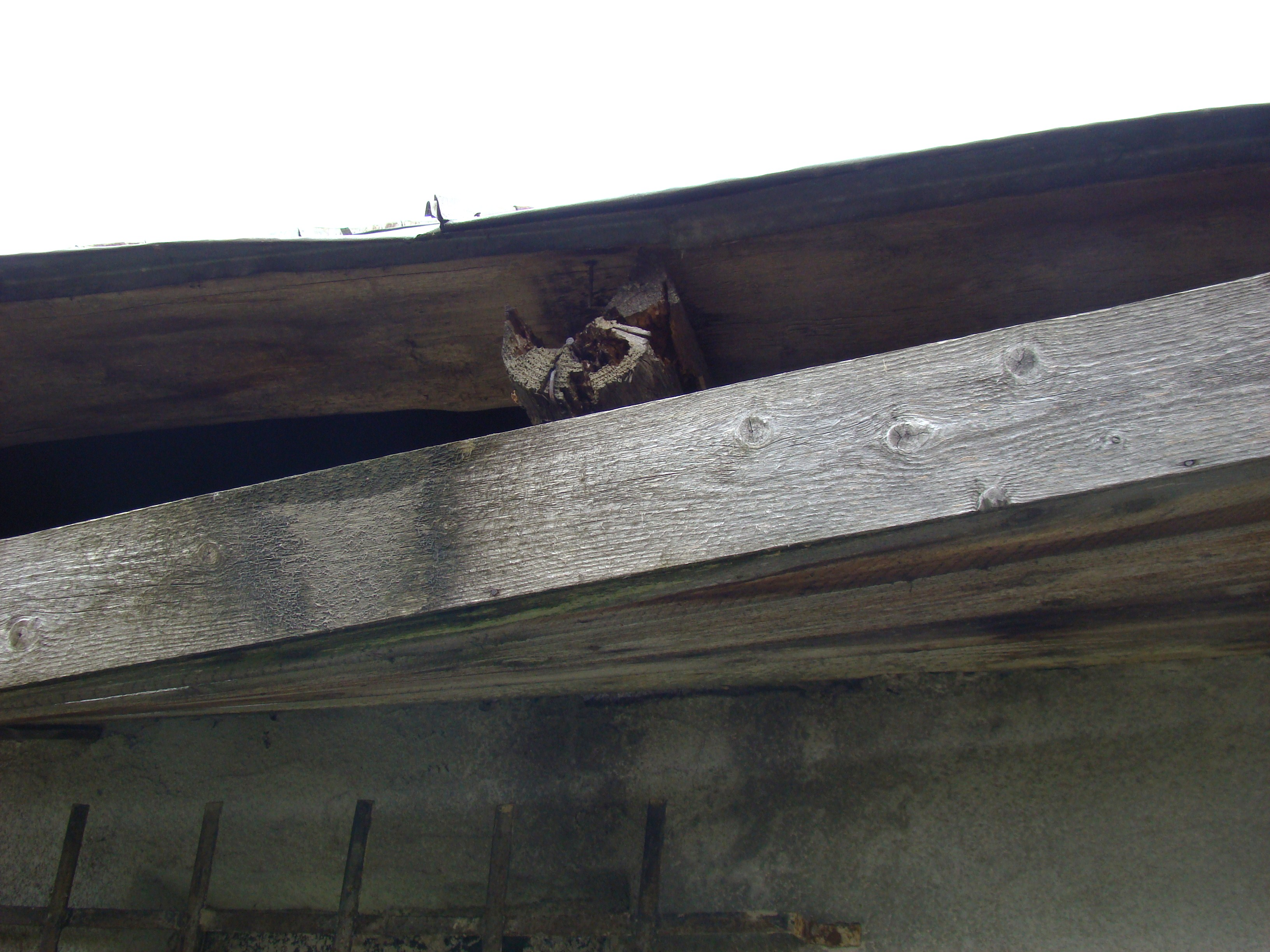
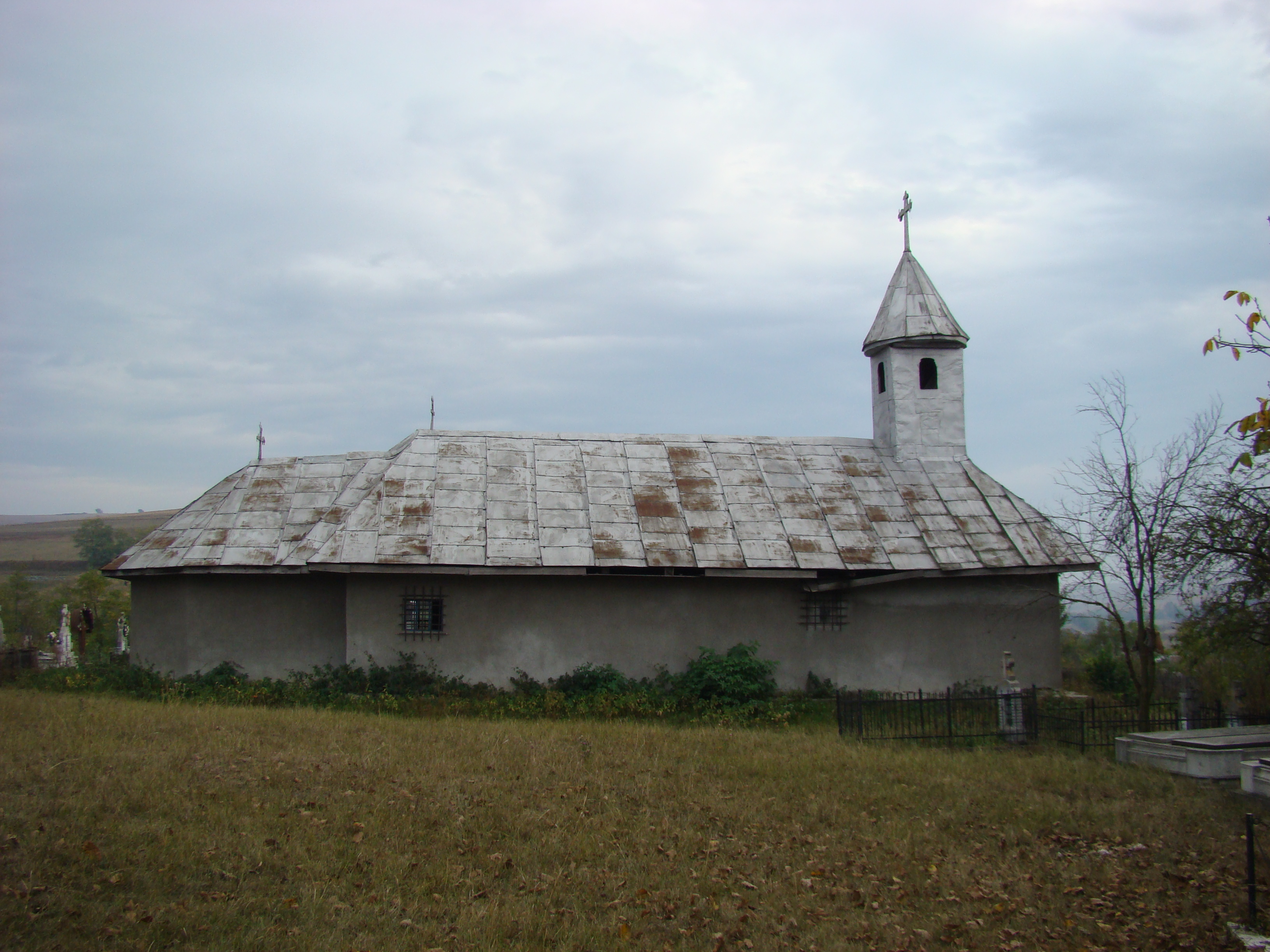
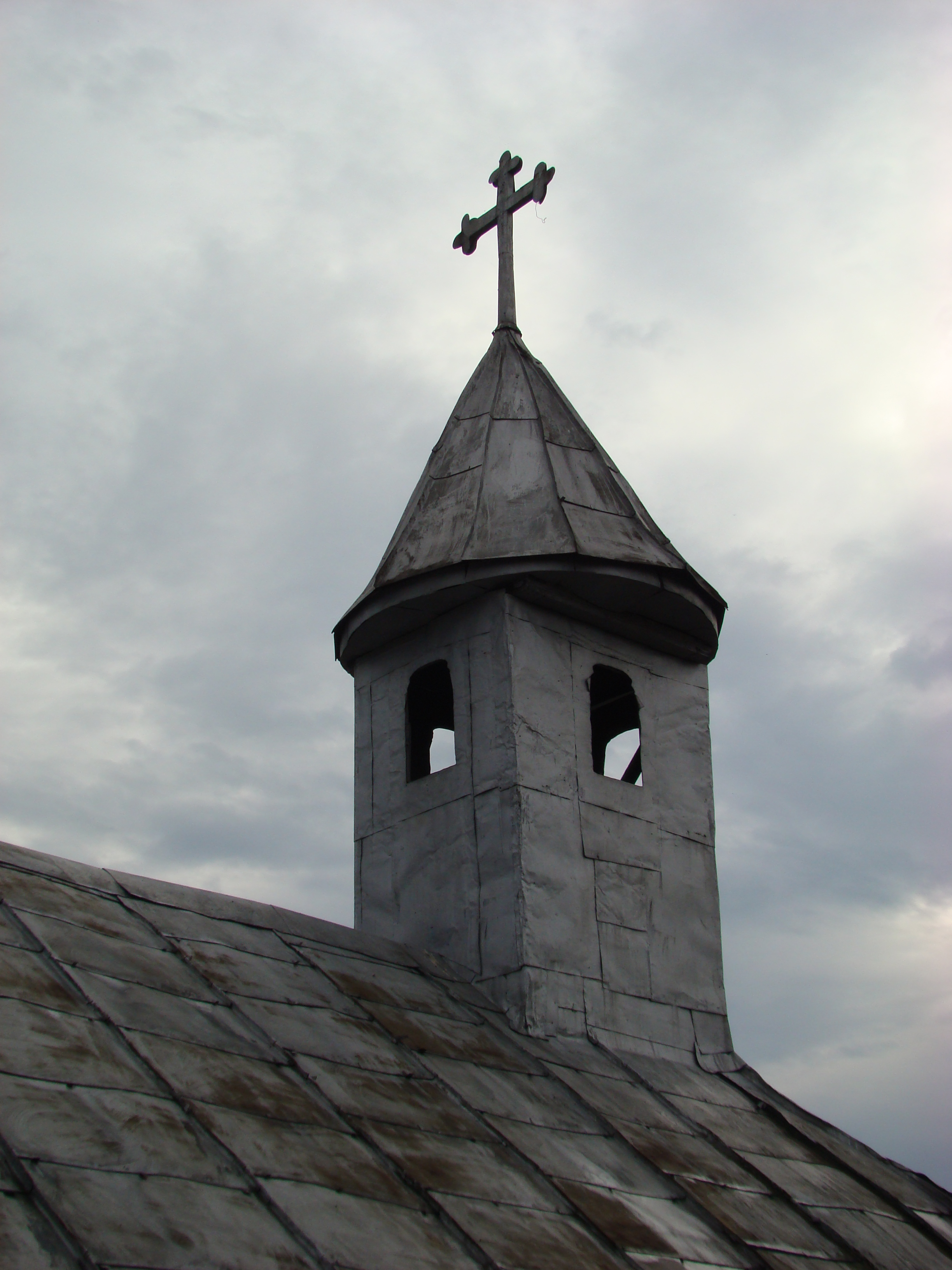
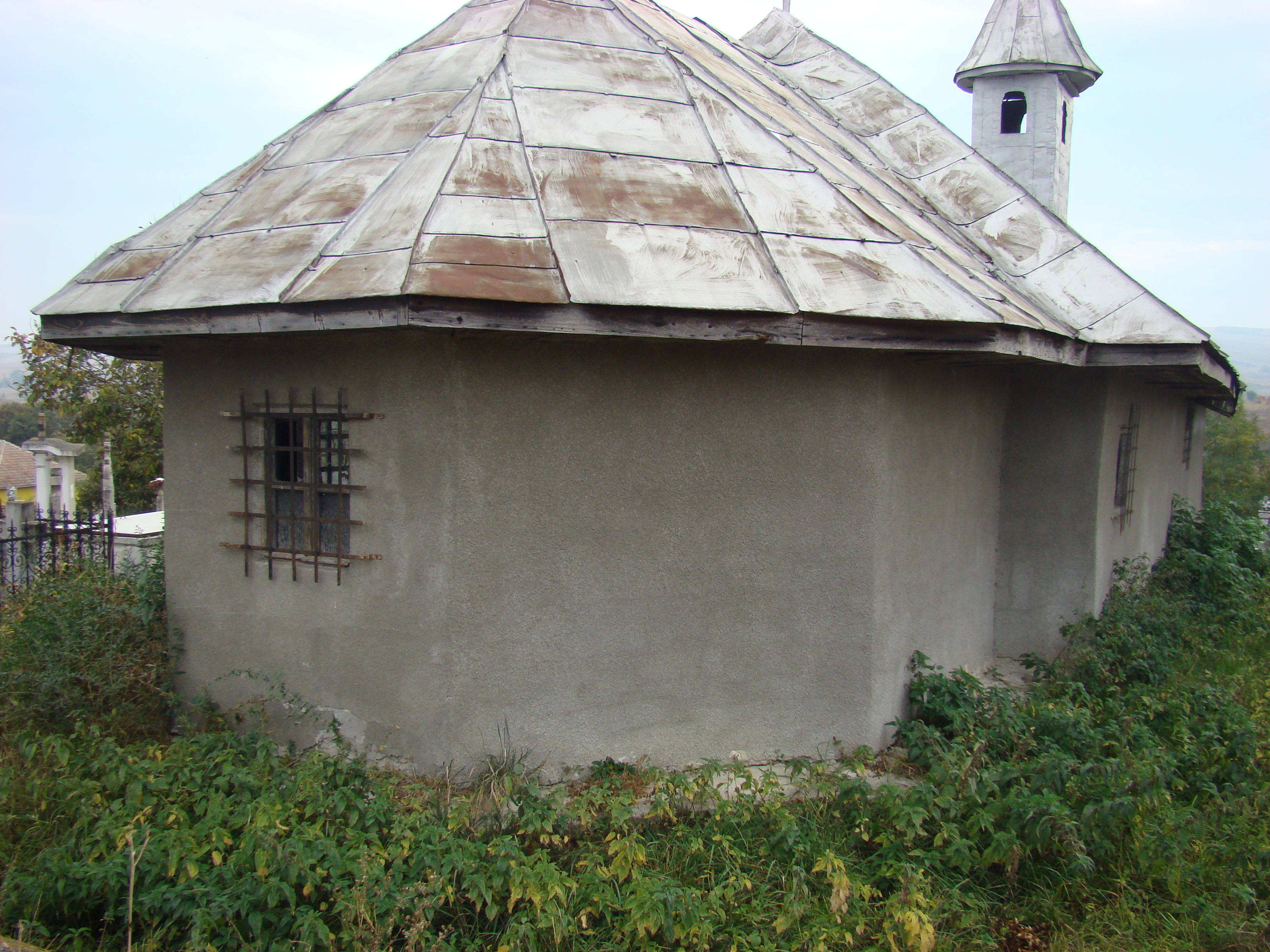
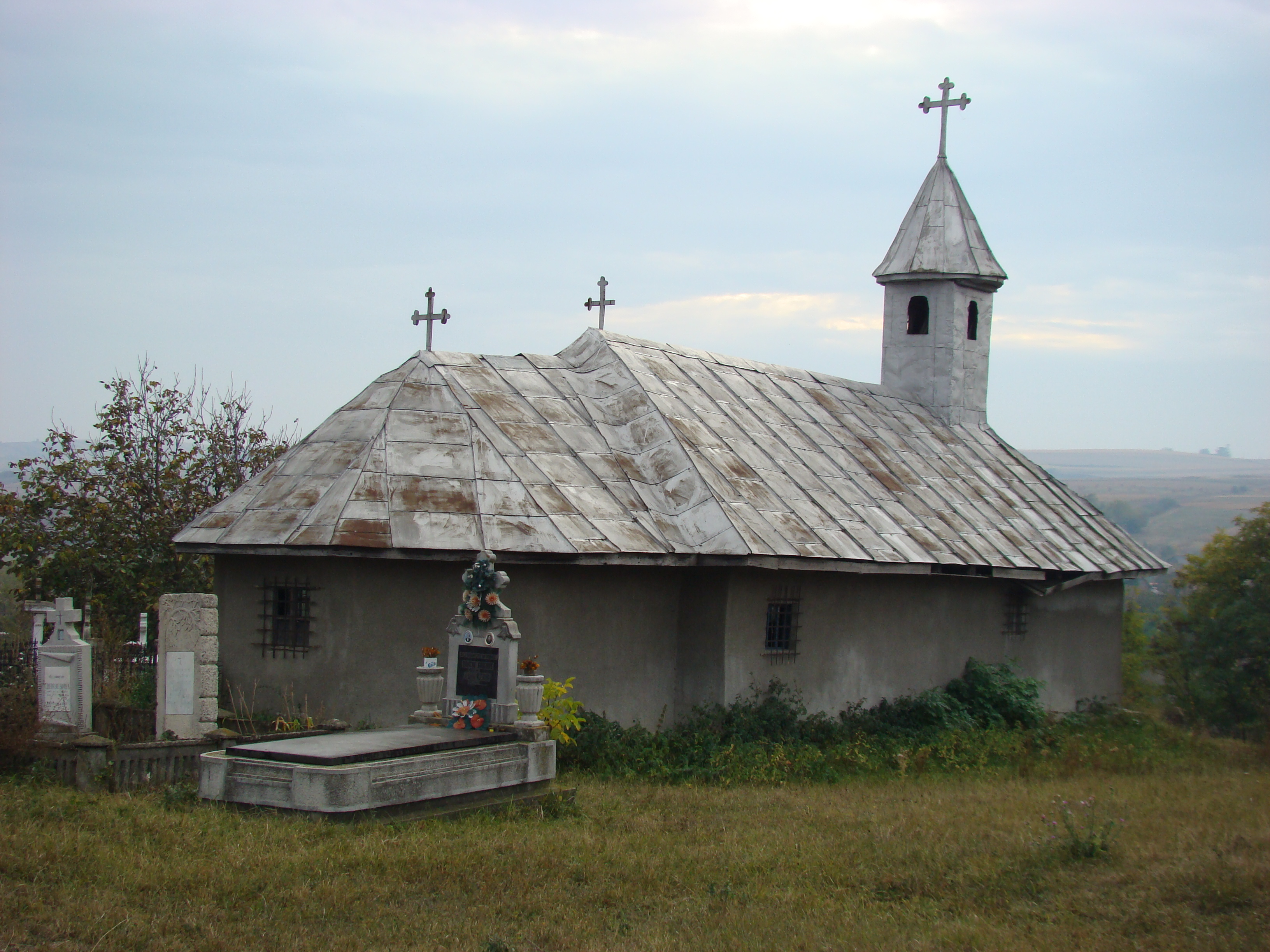
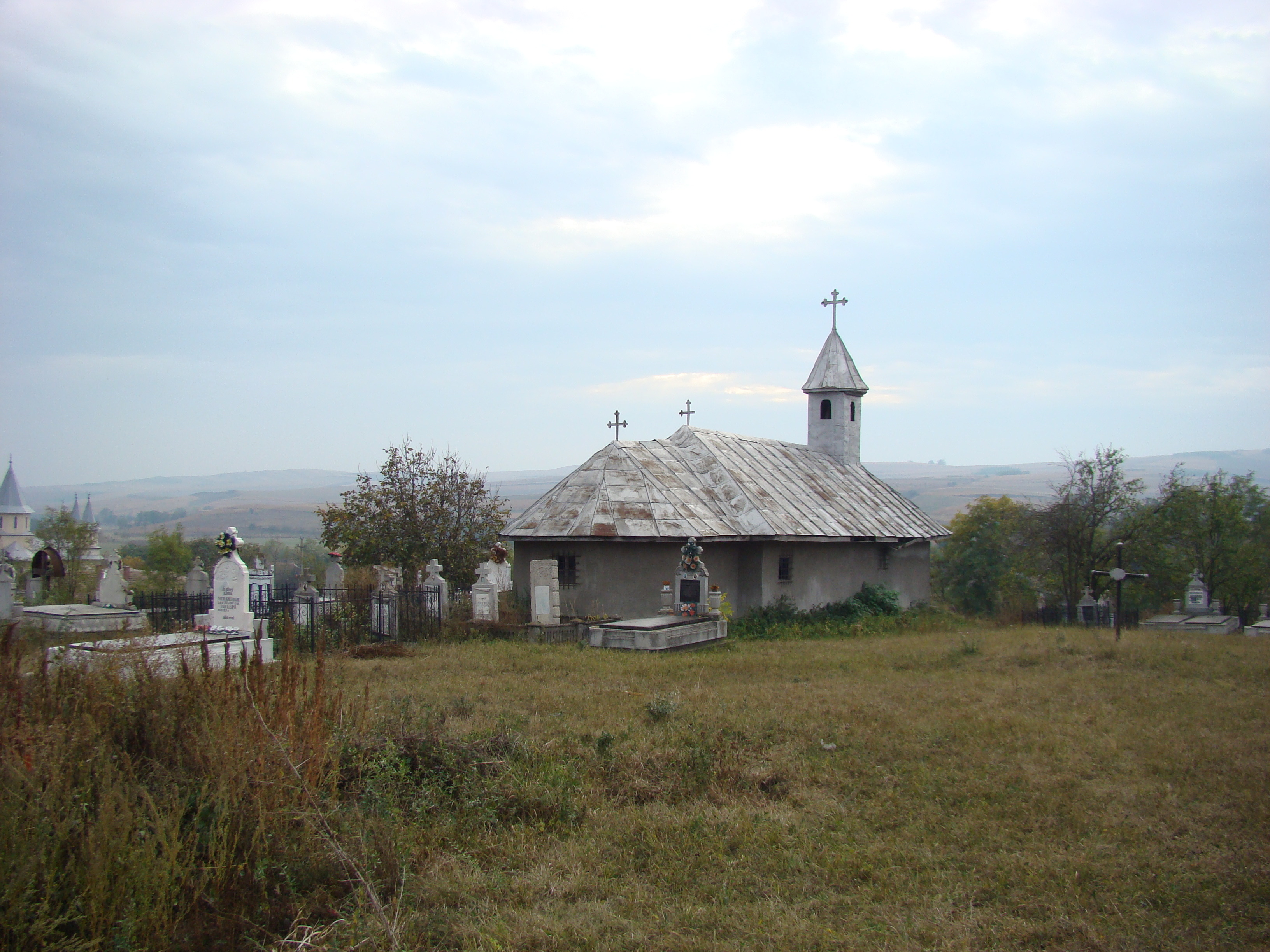
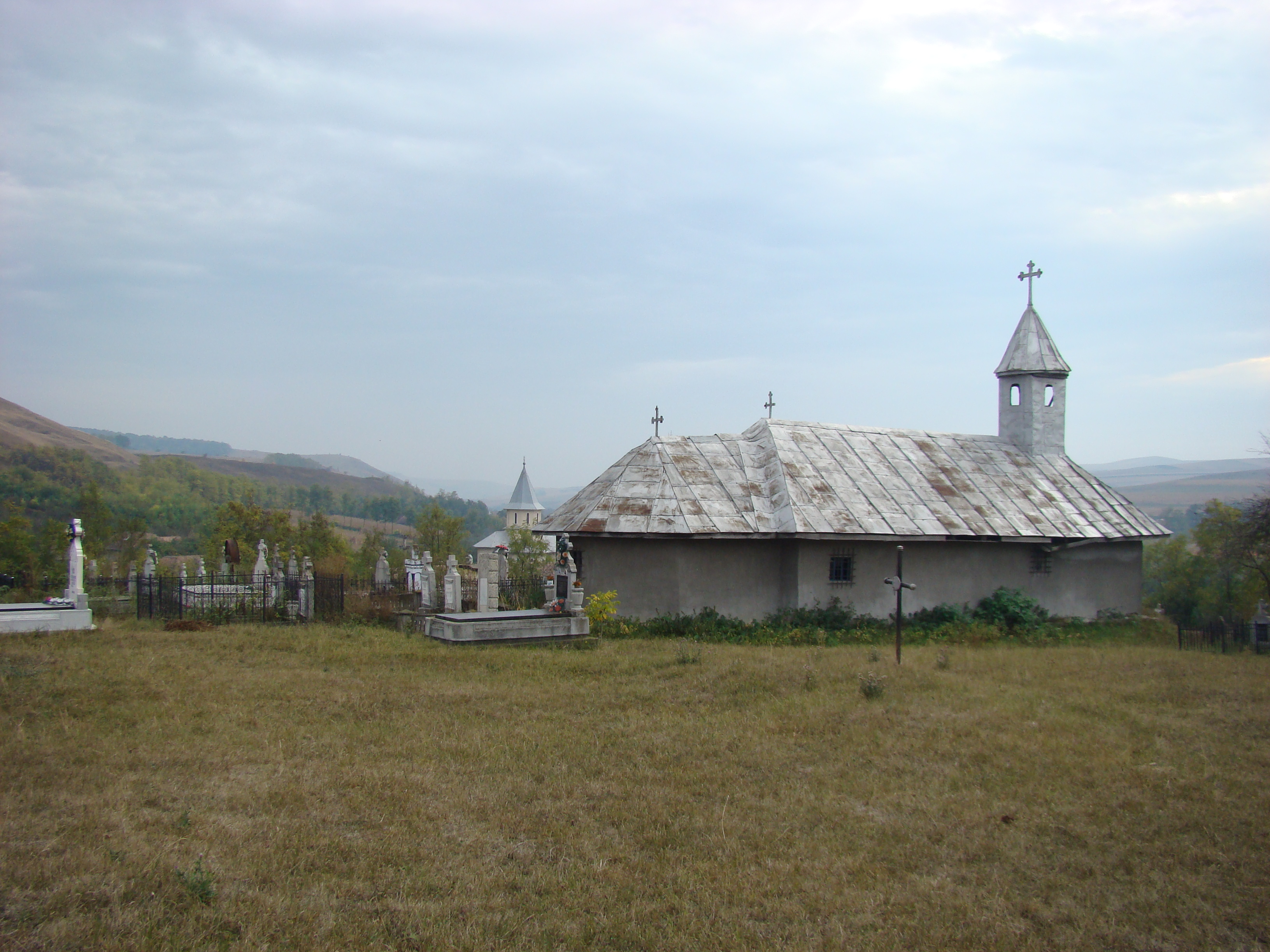
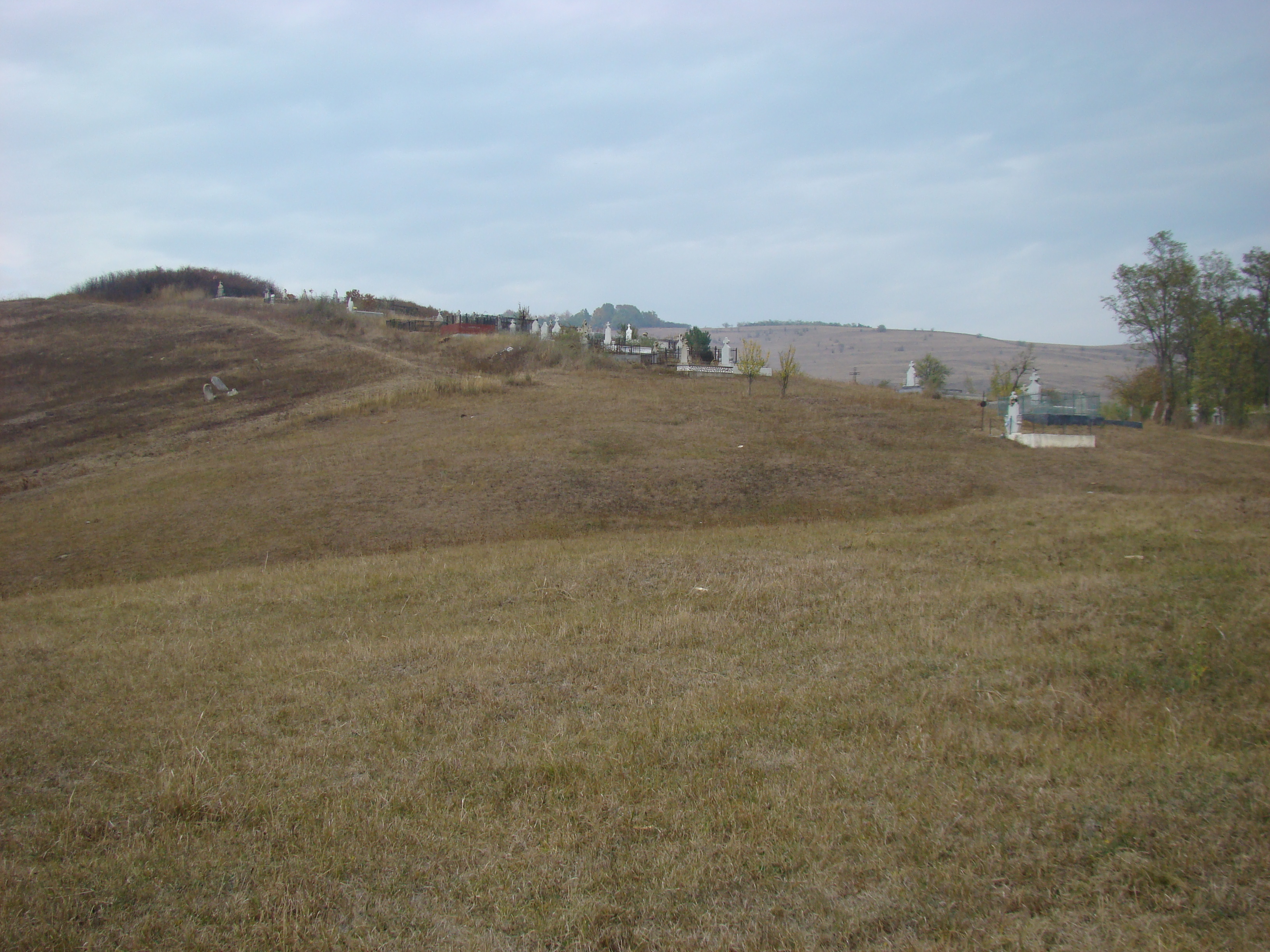
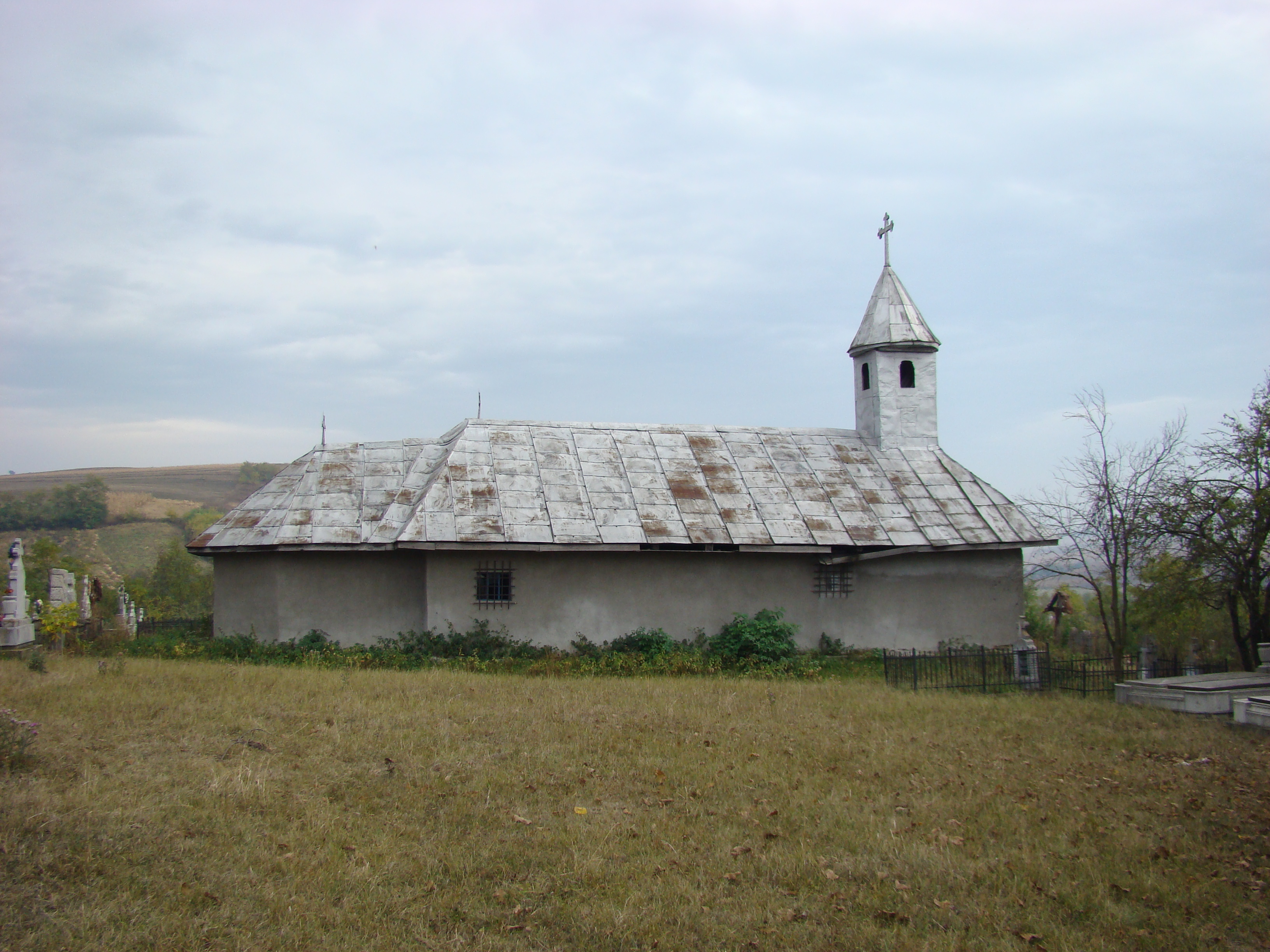
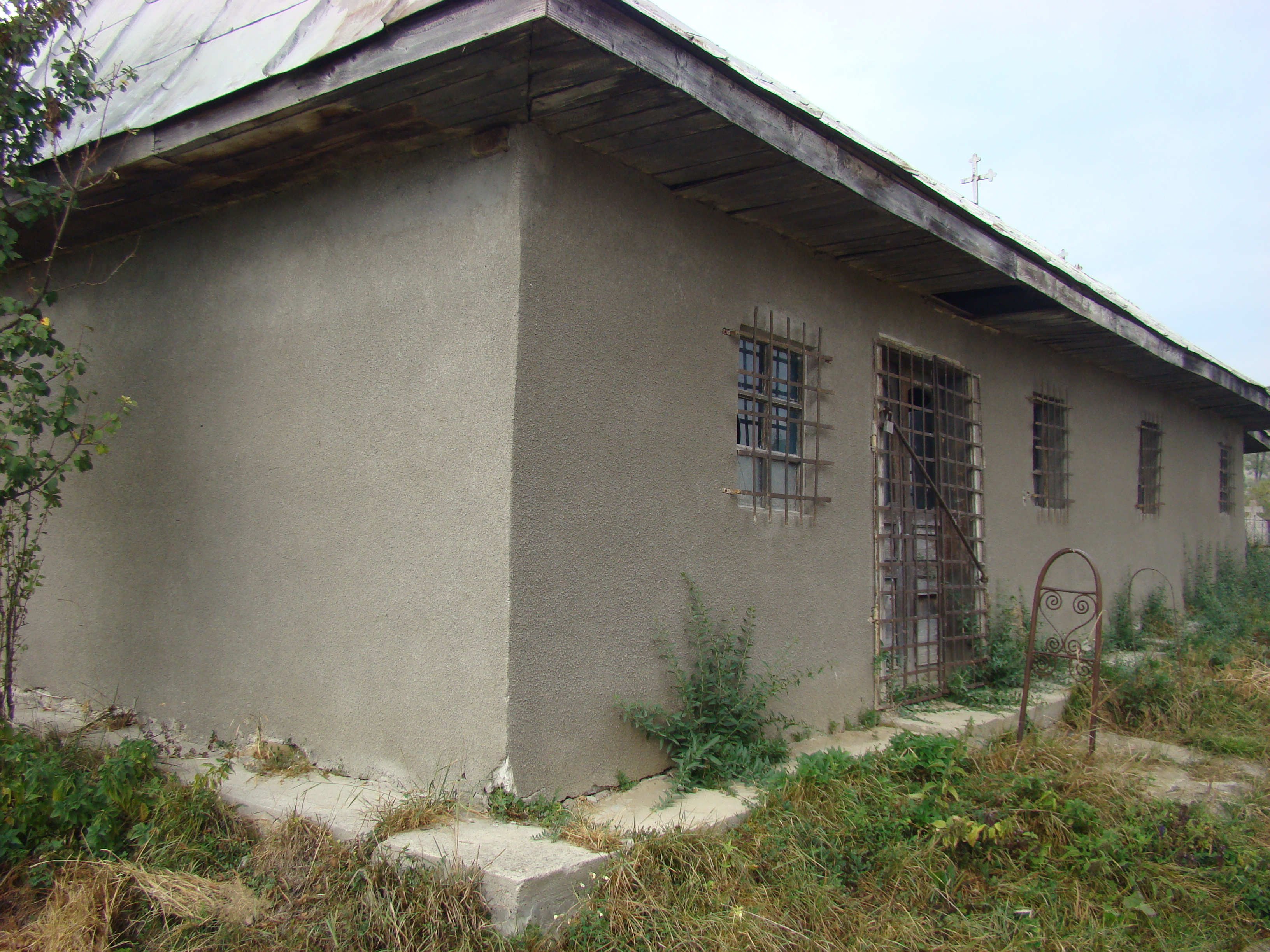
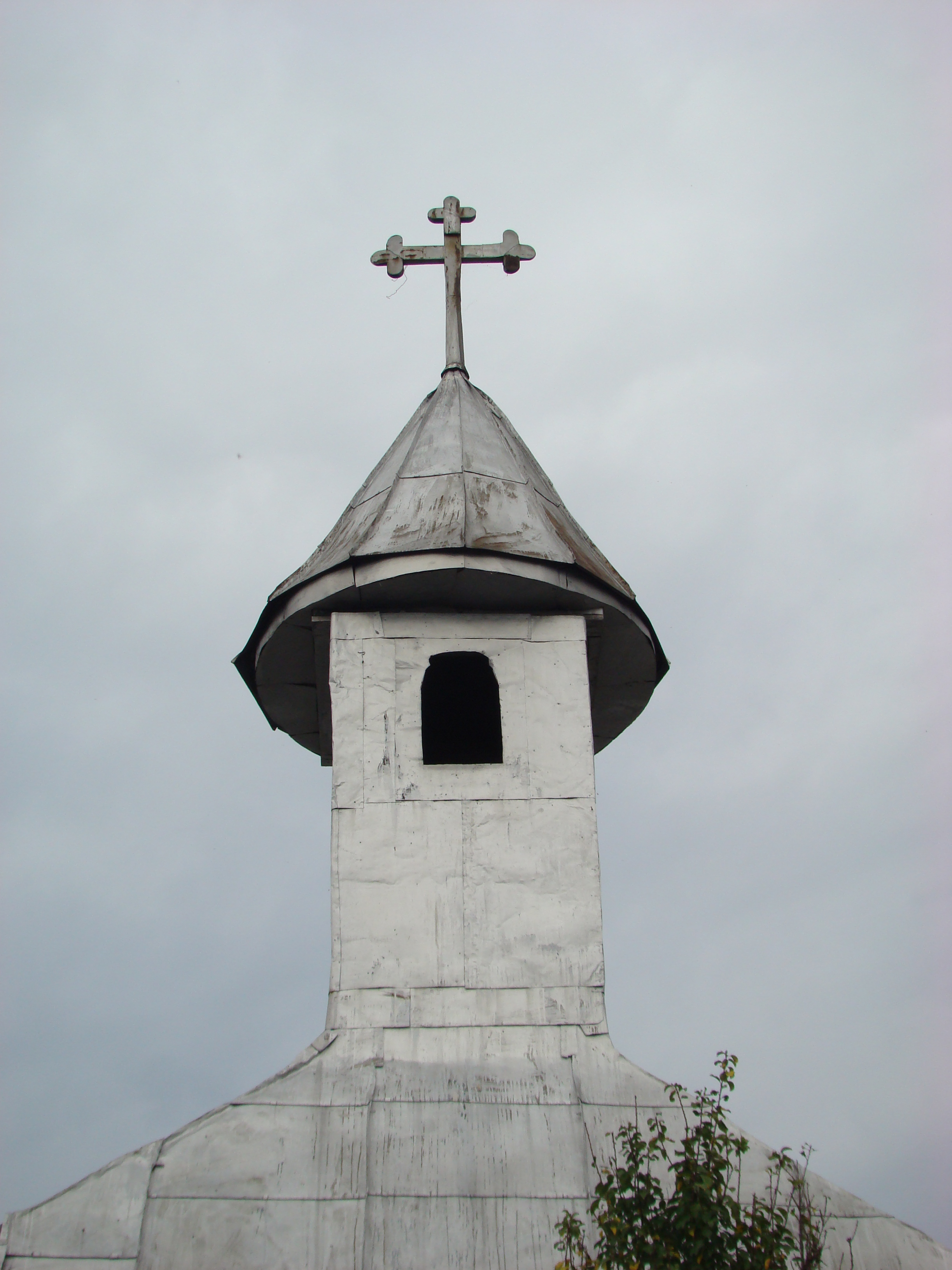
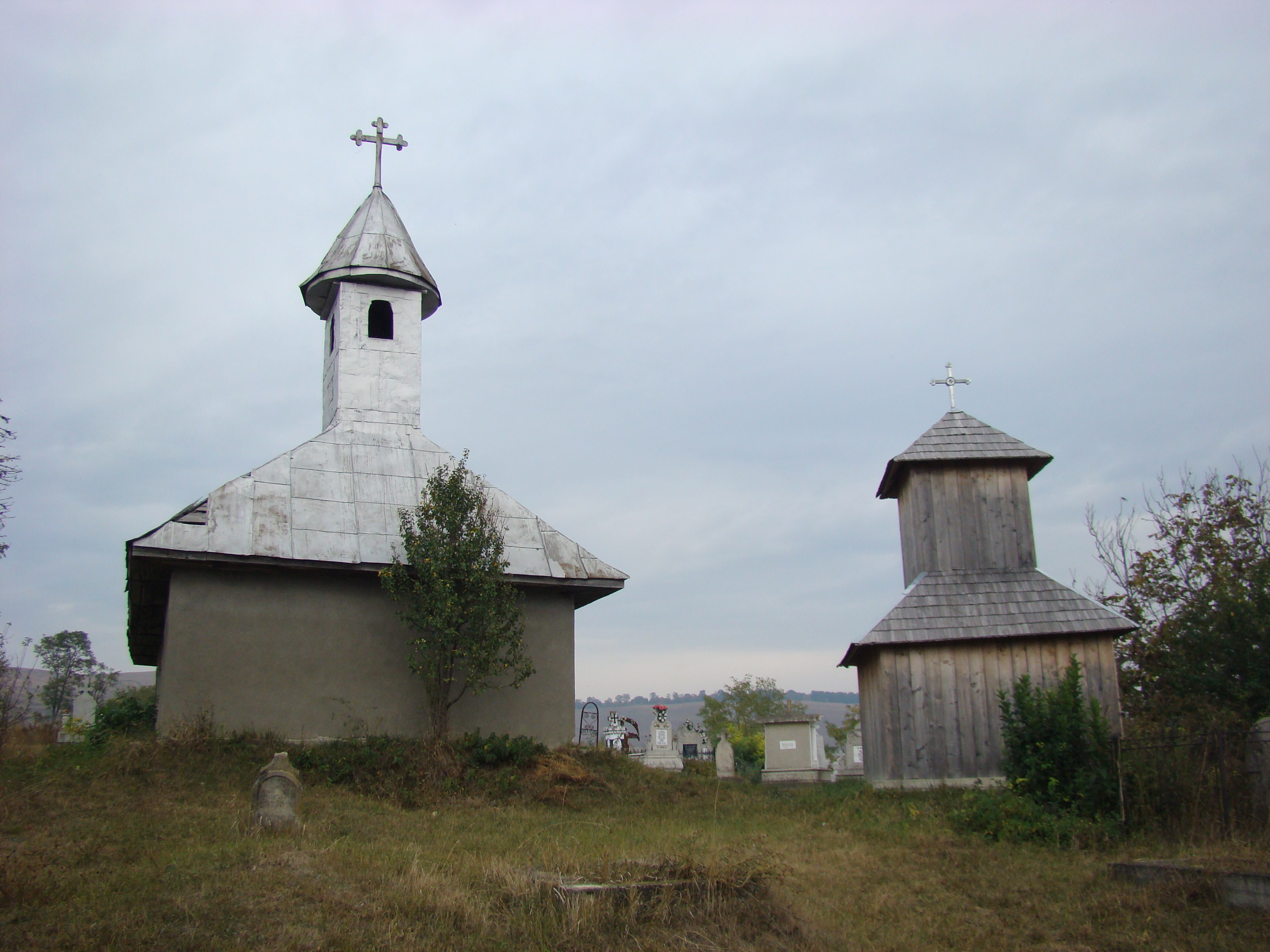
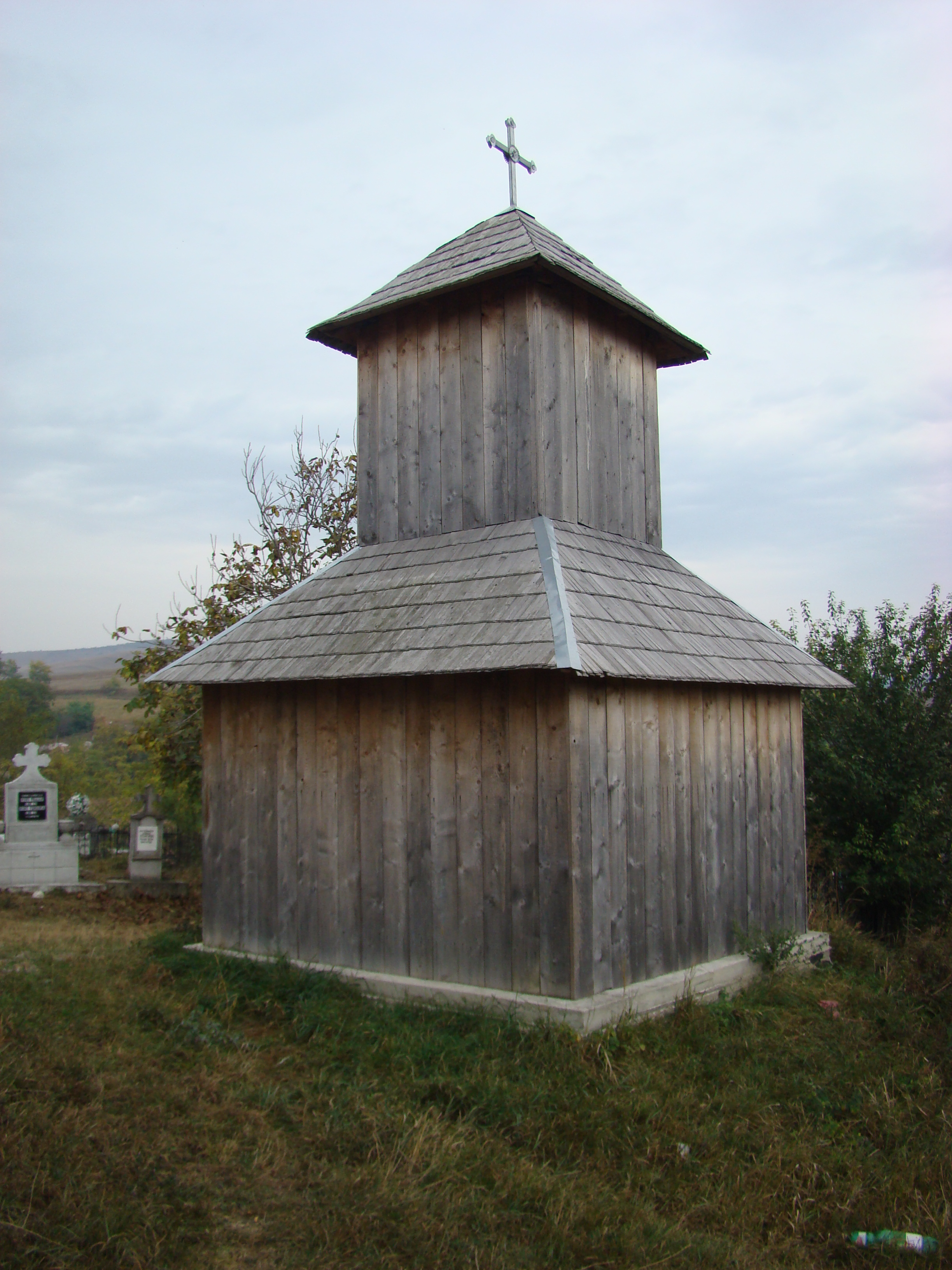
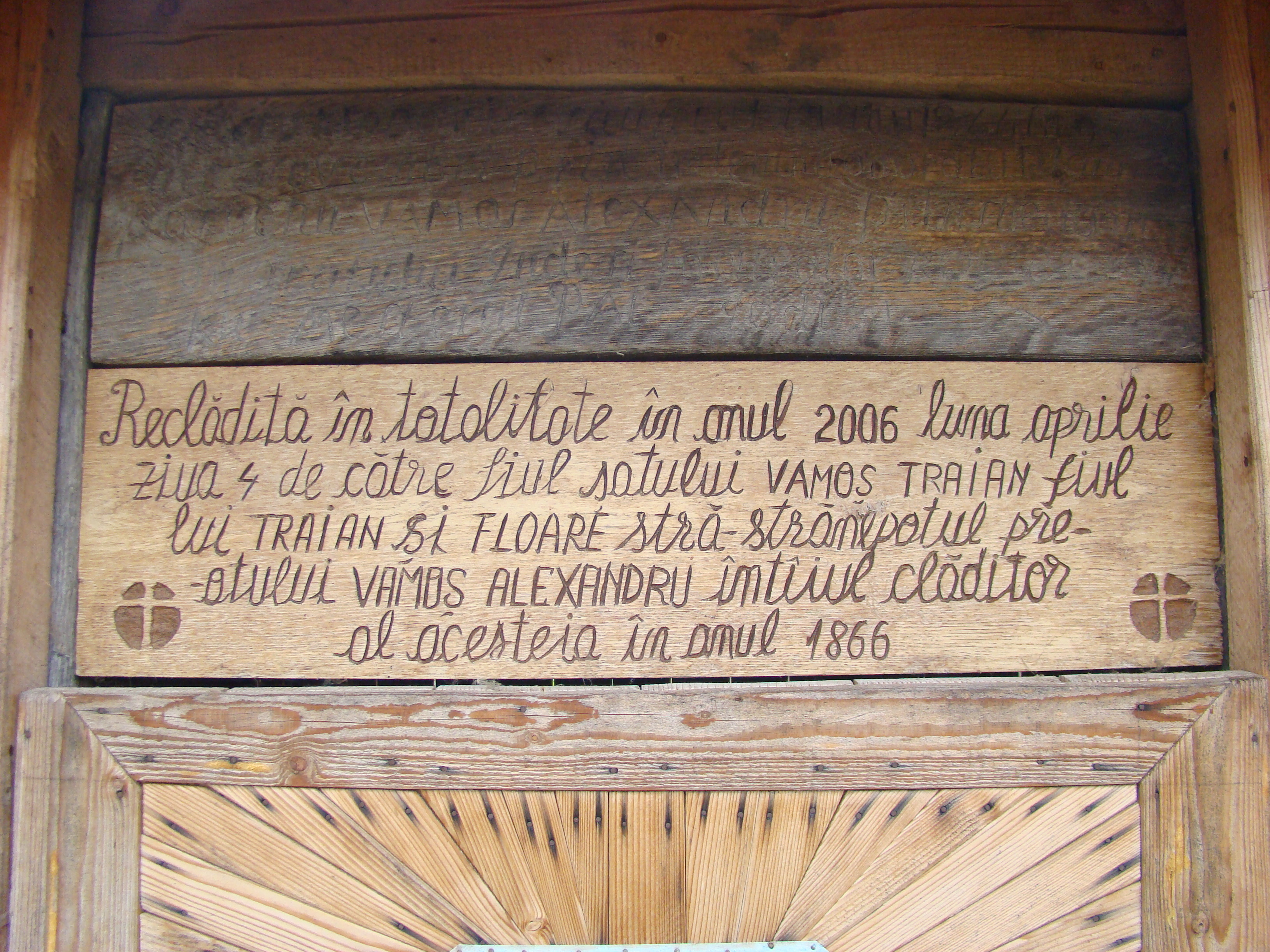
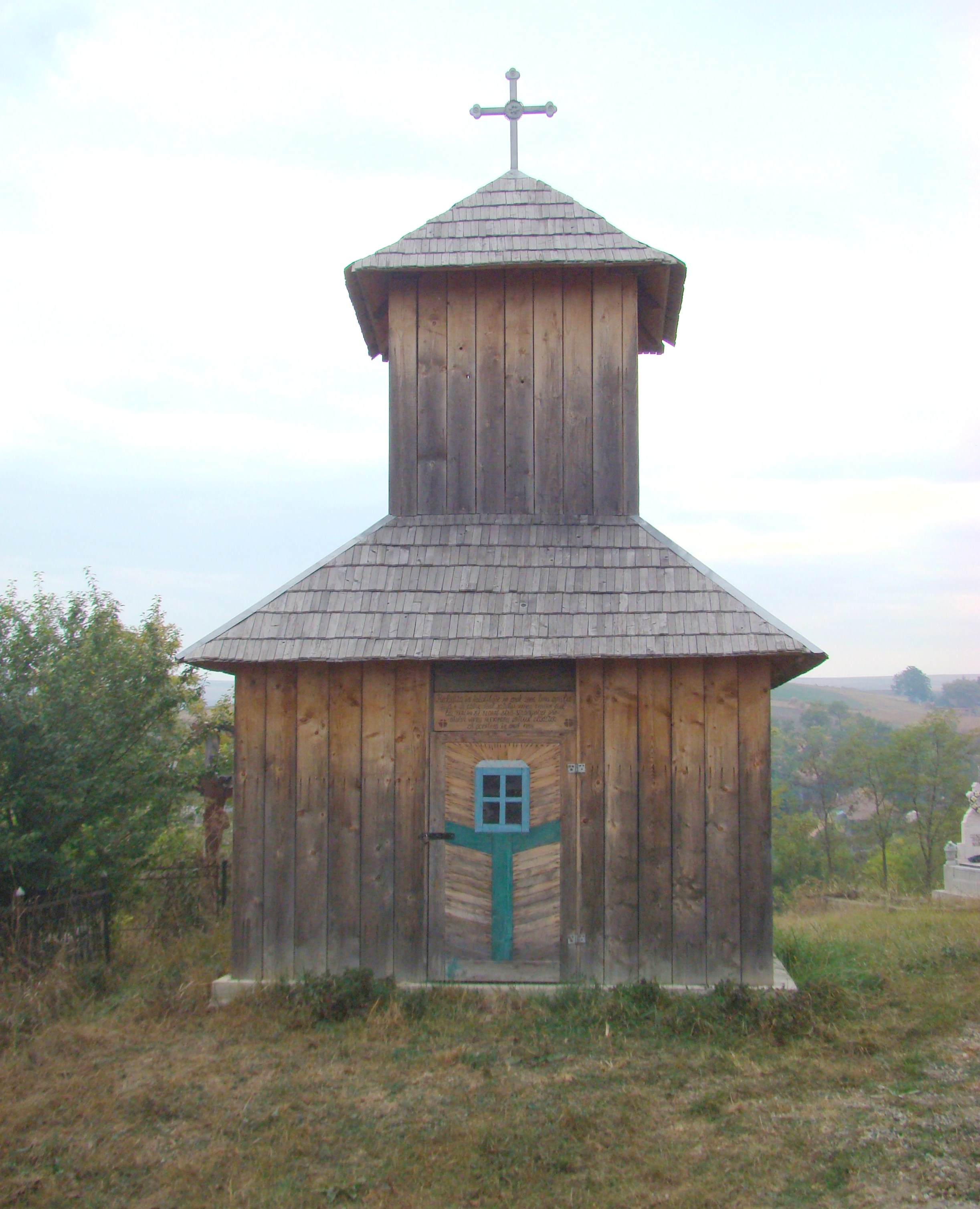
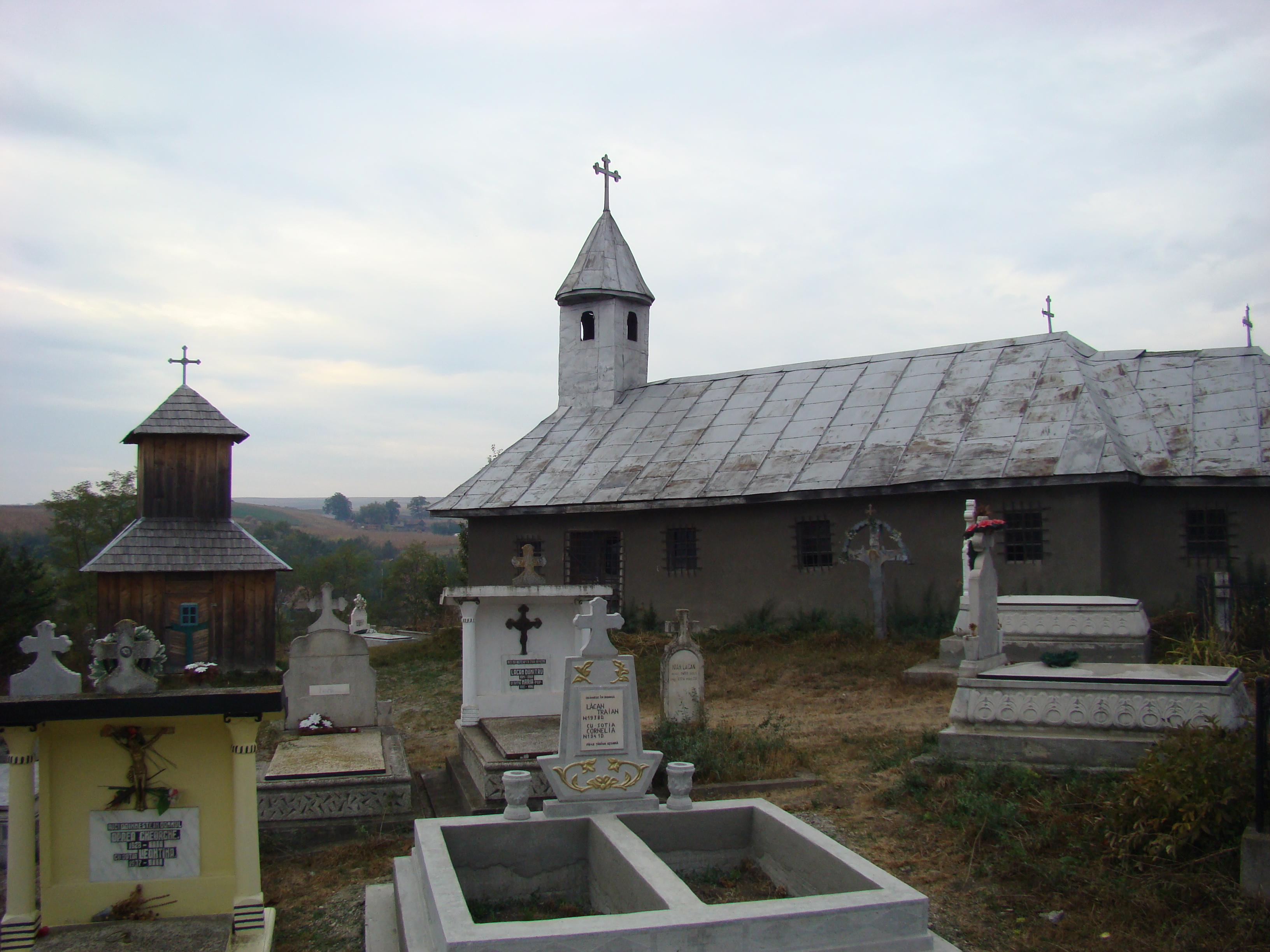
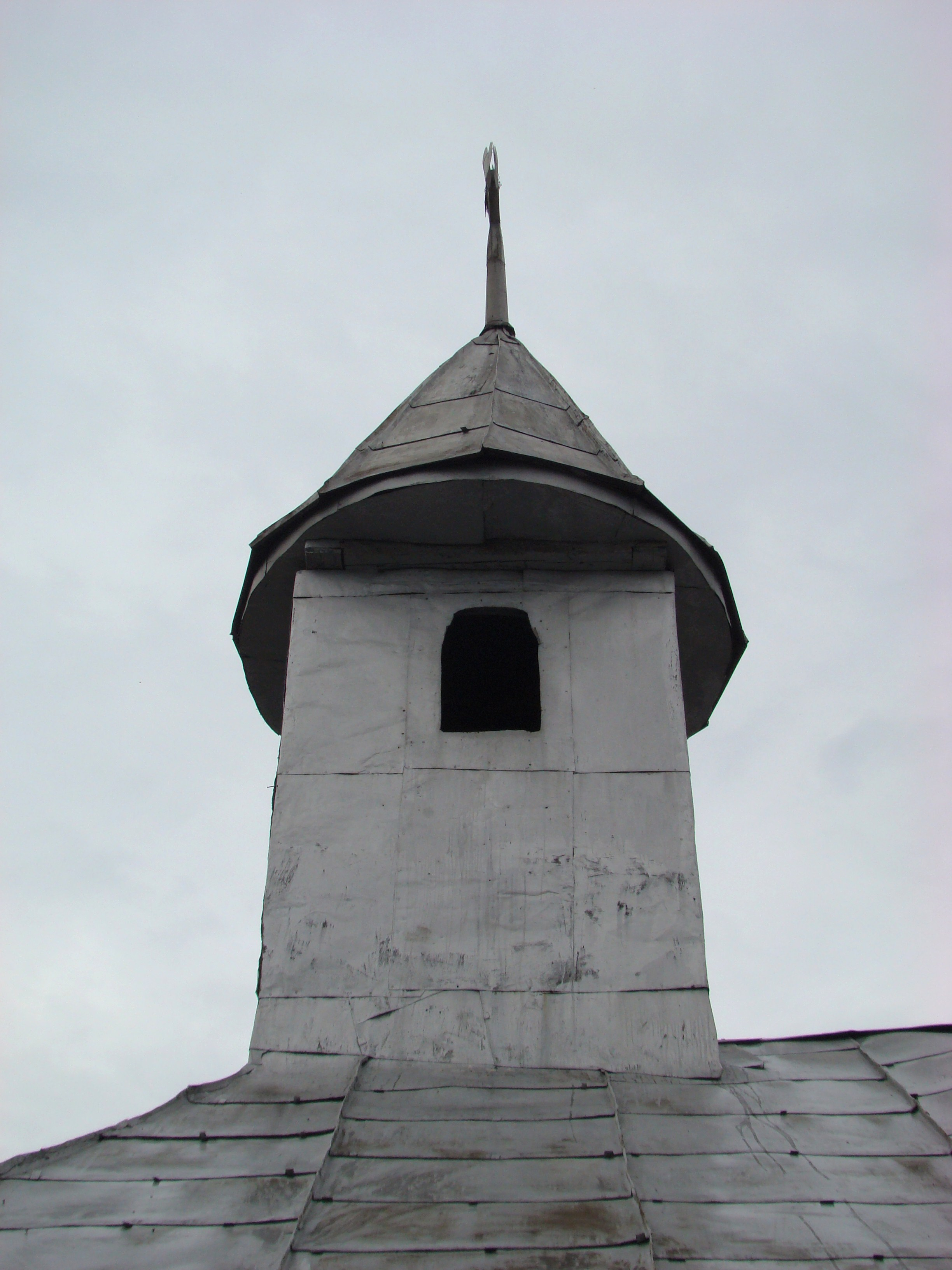

## Biserica „Sf.Gheorghe” din Vișinelu, galerie de imagini

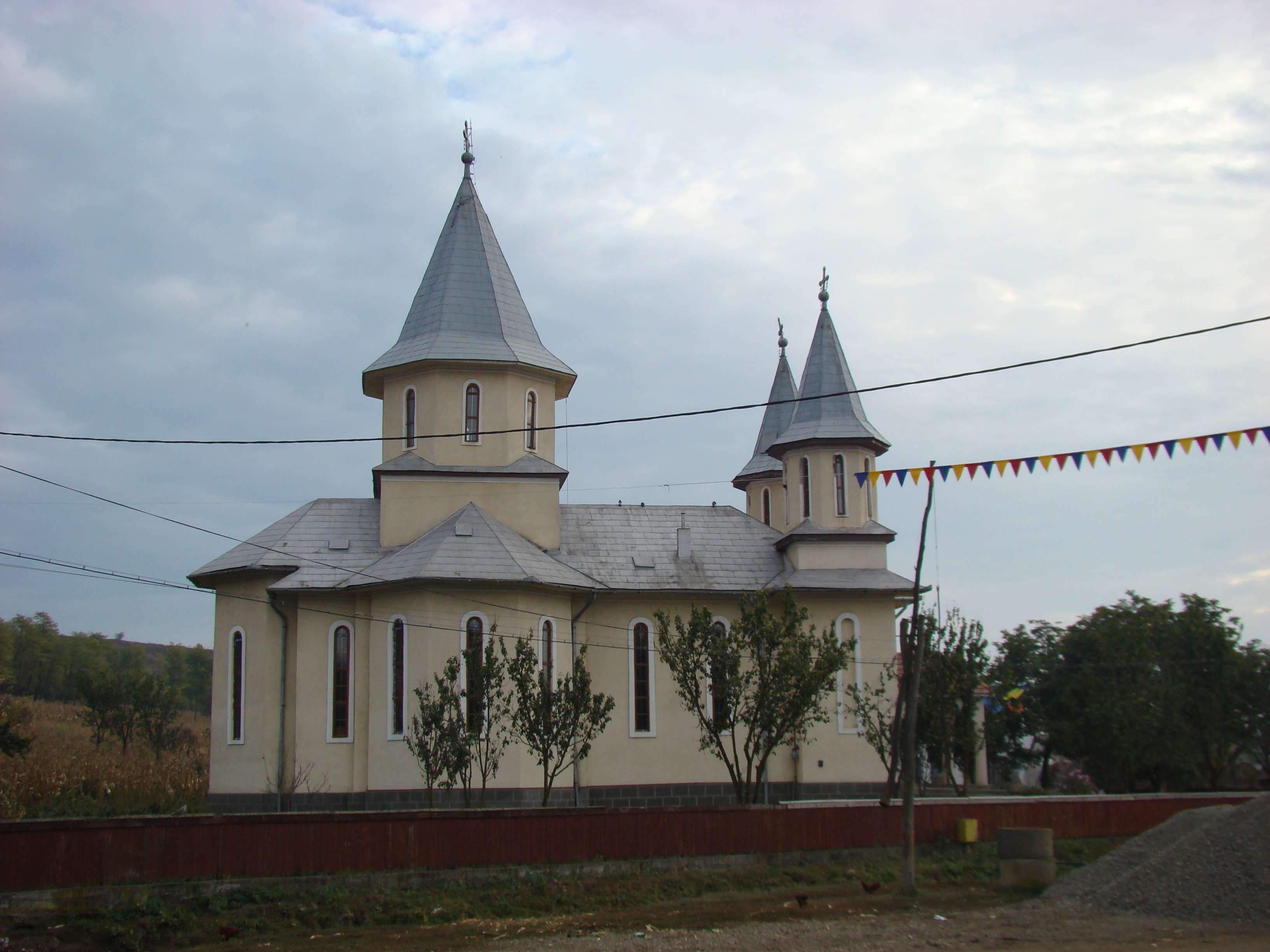
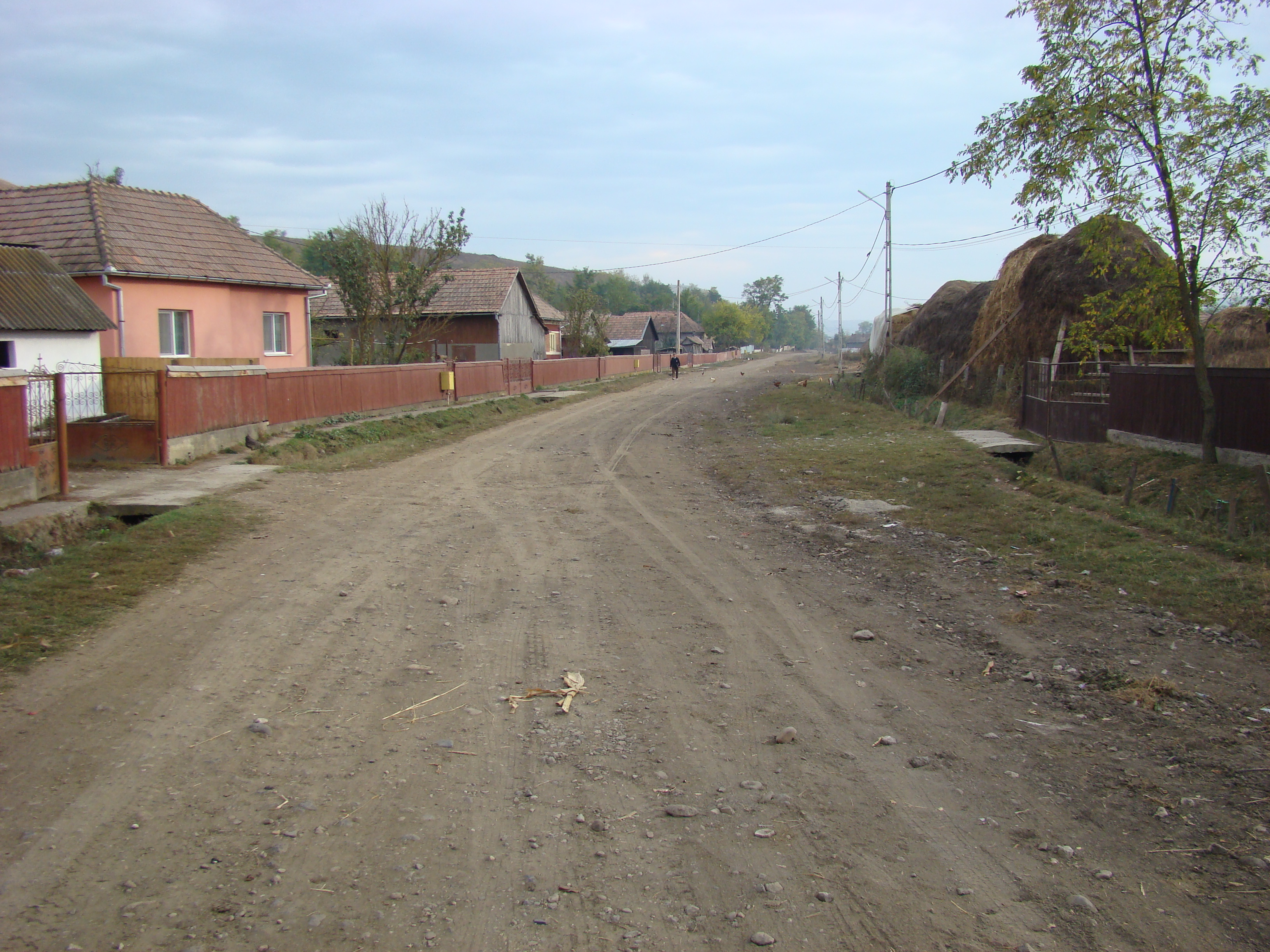
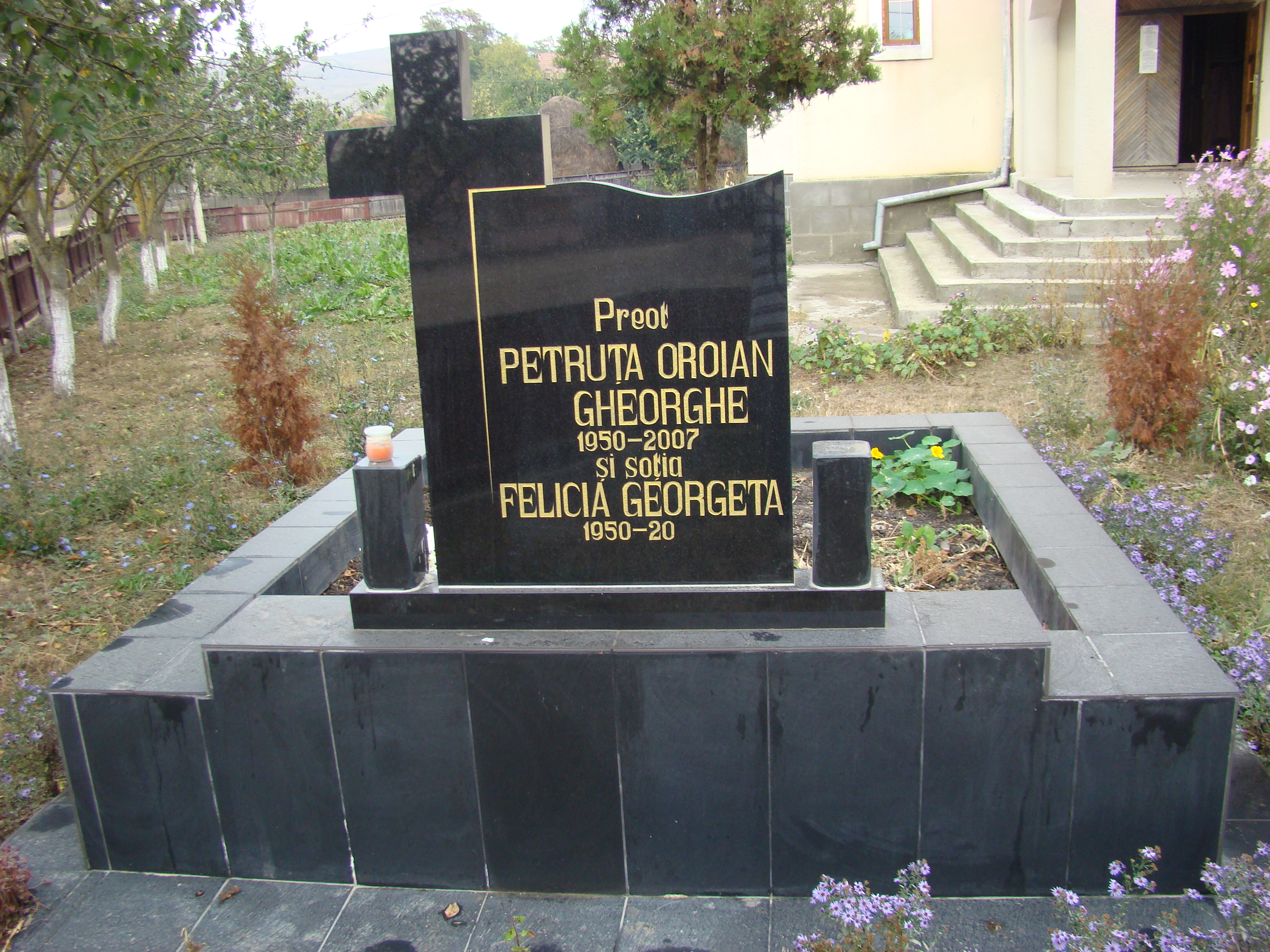
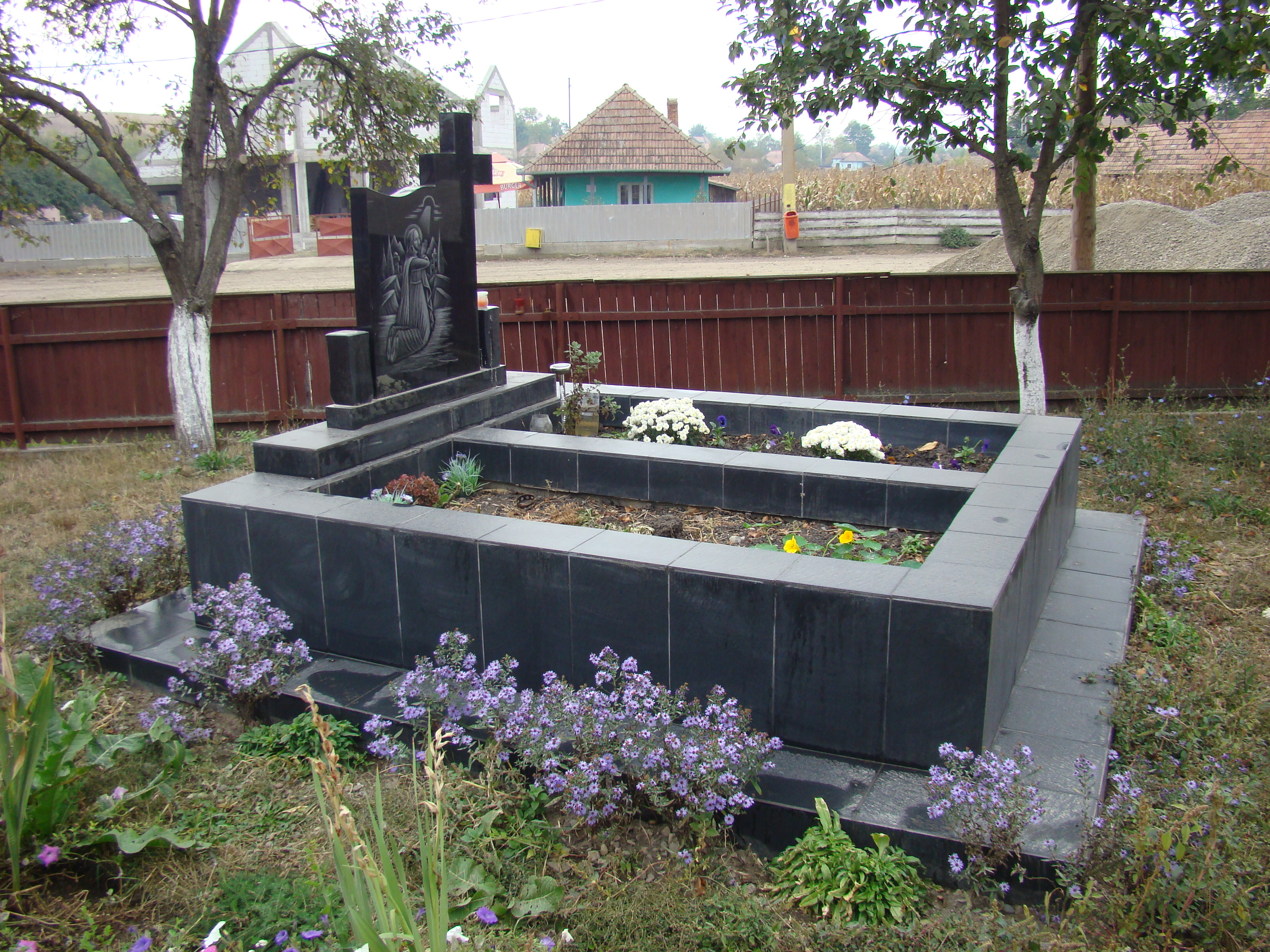
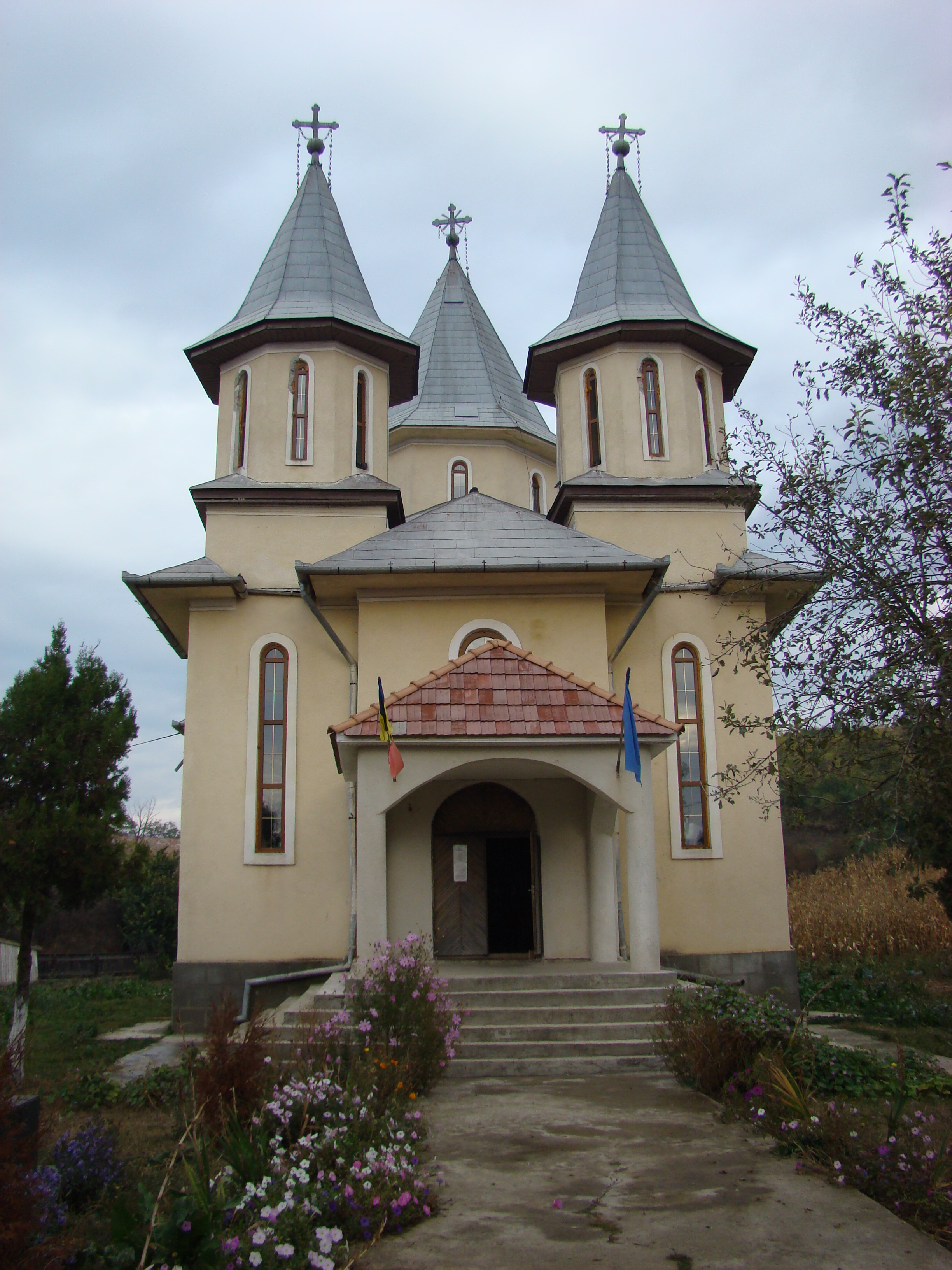
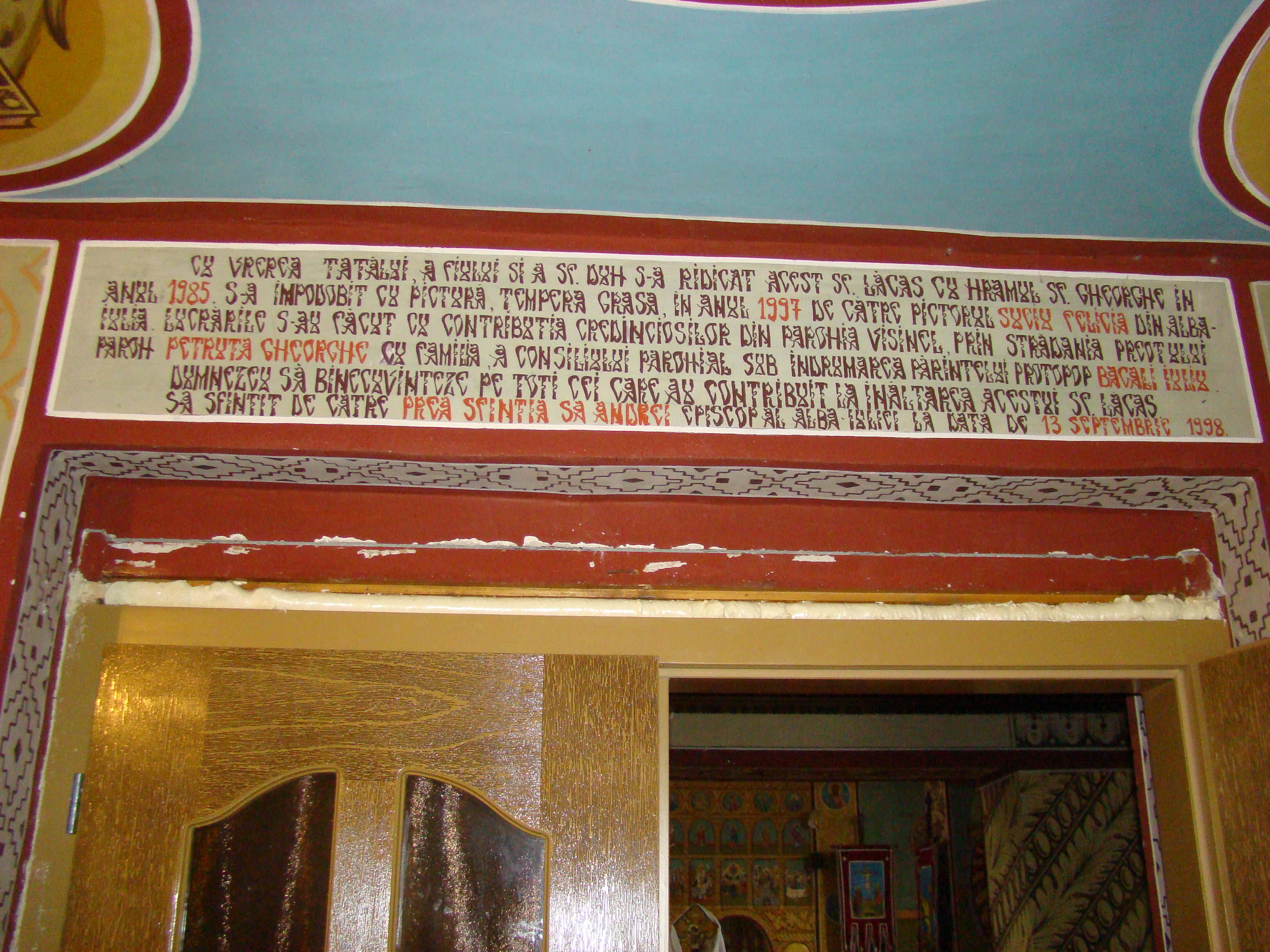
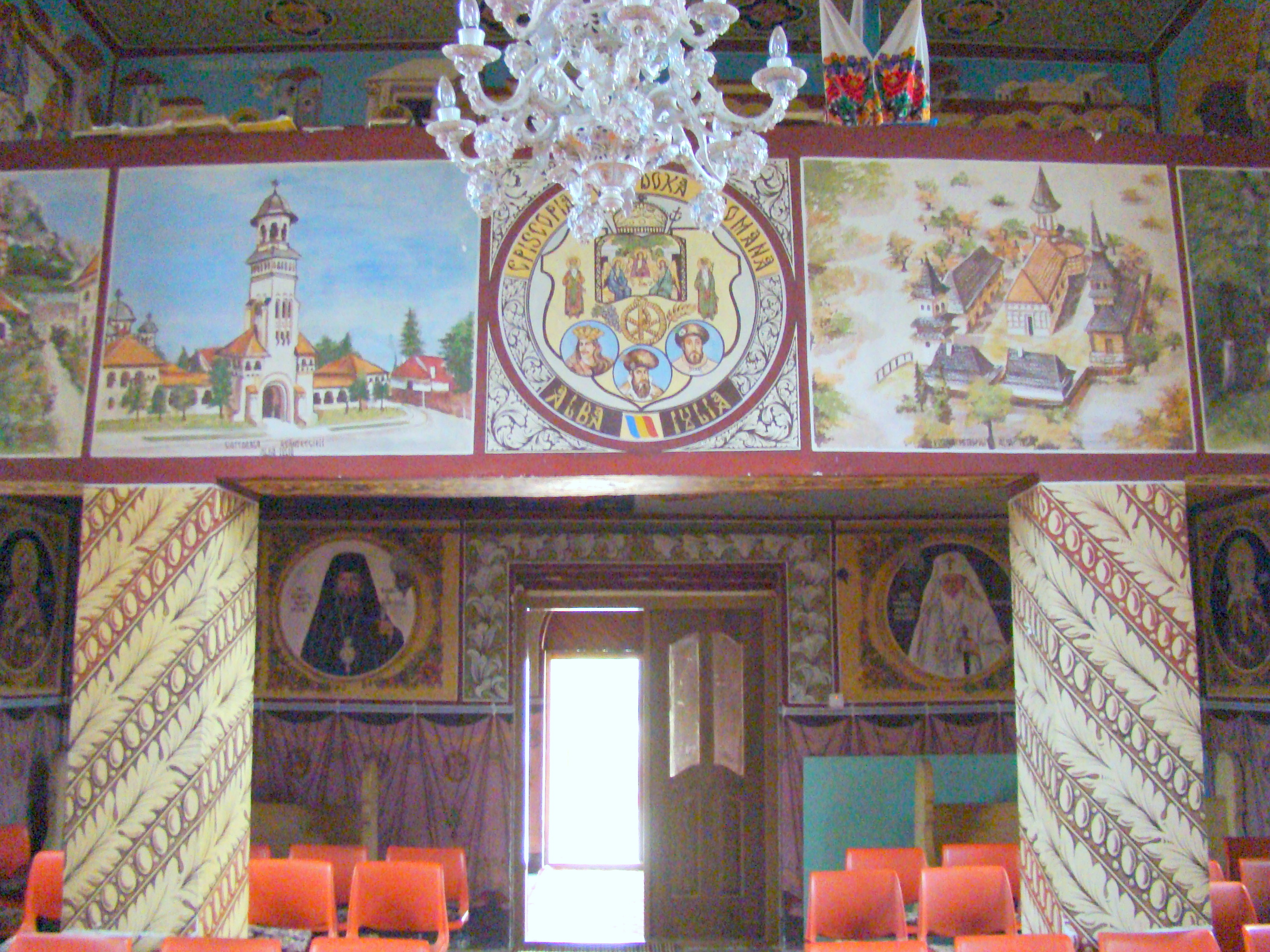
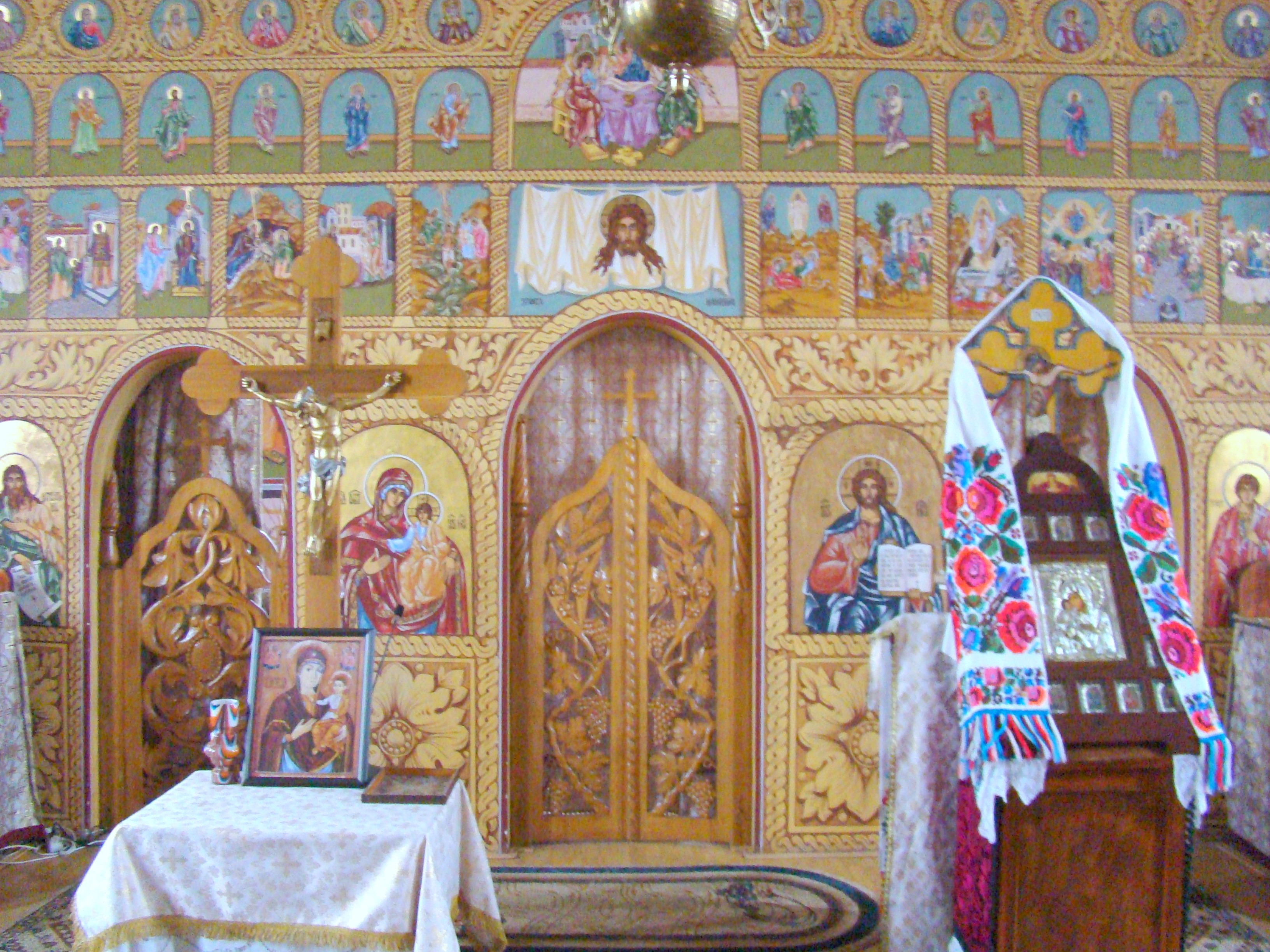